# Liste des planètes mineures non numérotées découvertes entre le 1er et le 15 août 2016
Pour un article plus général, voir Liste des planètes mineures non numérotées découvertes en 2016.
Pour un article plus général, voir Liste des planètes mineures.
Cet article dresse la liste des planètes mineures (astéroïdes, centaures, objets transneptuniens et assimilés) non numérotées découvertes en août 2016 dans l'ordre de leur découverte.
Au 15 janvier 2025, 661 077 des 1 434 993 planètes mineures répertoriées par le Centre des planètes mineures ne sont pas encore numérotées, soit 46,07 %.

## Rappel concernant la désignation provisoire
La désignation provisoire indique l'ordre de découverte de ces objets. En effet, cette désignation est composée de l'année de découverte (par exemple 2016) suivie de la quinzaine (demi-mois) de découverte (p.e. A = 1-15 janvier) puis de l'ordre de découverte dans cette quinzaine. Cet ordre est indiqué par une lettre et éventuellement un chiffre comme suit : A pour la première découverte, B pour la deuxième, ..., Z pour la 25e (le I n'est pas utilisé pour éviter la confusion avec 1), A1 pour la 26e, B1 pour la 27e, etc. , Z1 pour la 50e, A2 pour la 51e, B2 pour la 52e, etc. L'ordre de la numérotation ne suit donc pas l'ordre alphanumérique. 2016 AA1 suit ainsi 2016 AZ et précède 2016 AB1.

## Du1erau 15 août 2016
- 2016 PA
- 2016 PC
- 2016 PD
- 2016 PE
- 2016 PF
- 2016 PG
- 2016 PH
- 2016 PJ
- 2016 PK
- 2016 PL
- 2016 PM
- 2016 PO
- 2016 PP
- 2016 PQ
- 2016 PR
- 2016 PS
- 2016 PT
- 2016 PU
- 2016 PV
- 2016 PX
- 2016 PY
- 2016 PZ
- 2016 PA1
- 2016 PB1
- 2016 PC1
- 2016 PD1
- 2016 PE1
- 2016 PF1
- 2016 PG1
- 2016 PH1
- 2016 PJ1
- 2016 PK1
- 2016 PL1
- 2016 PN1
- 2016 PP1
- 2016 PQ1
- 2016 PR1
- 2016 PS1
- 2016 PV1
- 2016 PY1
- 2016 PZ1
- 2016 PA2
- 2016 PB2
- 2016 PC2
- 2016 PD2
- 2016 PE2
- 2016 PF2
- 2016 PL2
- 2016 PP2
- 2016 PS2
- 2016 PT2
- 2016 PV2
- 2016 PW2
- 2016 PY2
- 2016 PZ2
- 2016 PA3
- 2016 PC3
- 2016 PF3
- 2016 PG3
- 2016 PK3
- 2016 PL3
- 2016 PM3
- 2016 PQ3
- 2016 PS3
- 2016 PV3
- 2016 PZ3
- 2016 PA4
- 2016 PC4
- 2016 PF4
- 2016 PH4
- 2016 PK4
- 2016 PL4
- 2016 PM4
- 2016 PN4
- 2016 PP4
- 2016 PS4
- 2016 PT4
- 2016 PU4
- 2016 PX4
- 2016 PY4
- 2016 PE5
- 2016 PJ5
- 2016 PM5
- 2016 PP5
- 2016 PS5
- 2016 PF6
- 2016 PL6
- 2016 PP6
- 2016 PW6
- 2016 PY6
- 2016 PZ6
- 2016 PA7
- 2016 PD7
- 2016 PE7
- 2016 PF7
- 2016 PG7
- 2016 PJ7
- 2016 PK7
- 2016 PL7
- 2016 PM7
- 2016 PN7
- 2016 PV7
- 2016 PW7
- 2016 PX7
- 2016 PY7
- 2016 PZ7
- 2016 PA8
- 2016 PB8
- 2016 PC8
- 2016 PD8
- 2016 PE8
- 2016 PF8
- 2016 PK8
- 2016 PM8
- 2016 PN8
- 2016 PO8
- 2016 PP8
- 2016 PQ8
- 2016 PR8
- 2016 PS8
- 2016 PT8
- 2016 PV8
- 2016 PW8
- 2016 PX8
- 2016 PZ8
- 2016 PA9
- 2016 PD9
- 2016 PE9
- 2016 PG9
- 2016 PH9
- 2016 PJ9
- 2016 PK9
- 2016 PM9
- 2016 PN9
- 2016 PQ9
- 2016 PU9
- 2016 PW9
- 2016 PZ9
- 2016 PA10
- 2016 PE10
- 2016 PG10
- 2016 PN10
- 2016 PO10
- 2016 PP10
- 2016 PR10
- 2016 PT10
- 2016 PU10
- 2016 PV10
- 2016 PA11
- 2016 PB11
- 2016 PC11
- 2016 PD11
- 2016 PH11
- 2016 PJ11
- 2016 PM11
- 2016 PO11
- 2016 PW11
- 2016 PK12
- 2016 PL12
- 2016 PM12
- 2016 PN12
- 2016 PO12
- 2016 PP12
- 2016 PS12
- 2016 PT12
- 2016 PX12
- 2016 PC13
- 2016 PE13
- 2016 PG13
- 2016 PM13
- 2016 PO13
- 2016 PP13
- 2016 PQ13
- 2016 PS13
- 2016 PT13
- 2016 PU13
- 2016 PD14
- 2016 PE14
- 2016 PG14
- 2016 PK14
- 2016 PL14
- 2016 PM14
- 2016 PN14
- 2016 PP14
- 2016 PW14
- 2016 PD15
- 2016 PL15
- 2016 PH16
- 2016 PJ16
- 2016 PK16
- 2016 PN16
- 2016 PQ16
- 2016 PS16
- 2016 PV16
- 2016 PY16
- 2016 PA17
- 2016 PC17
- 2016 PM17
- 2016 PQ17
- 2016 PW17
- 2016 PY17
- 2016 PE18
- 2016 PF18
- 2016 PG18
- 2016 PH18
- 2016 PJ18
- 2016 PQ18
- 2016 PR18
- 2016 PY18
- 2016 PZ18
- 2016 PC19
- 2016 PG19
- 2016 PR19
- 2016 PV19
- 2016 PY19
- 2016 PC20
- 2016 PE20
- 2016 PF20
- 2016 PK20
- 2016 PL20
- 2016 PN20
- 2016 PO20
- 2016 PP20
- 2016 PR20
- 2016 PS20
- 2016 PX20
- 2016 PZ20
- 2016 PA21
- 2016 PB21
- 2016 PD21
- 2016 PF21
- 2016 PH21
- 2016 PO21
- 2016 PV21
- 2016 PX21
- 2016 PZ21
- 2016 PA22
- 2016 PB22
- 2016 PF22
- 2016 PK22
- 2016 PL22
- 2016 PM22
- 2016 PO22
- 2016 PP22
- 2016 PR22
- 2016 PS22
- 2016 PV22
- 2016 PY22
- 2016 PF23
- 2016 PG23
- 2016 PJ23
- 2016 PM23
- 2016 PP23
- 2016 PQ23
- 2016 PR23
- 2016 PS23
- 2016 PT23
- 2016 PW23
- 2016 PA24
- 2016 PC24
- 2016 PD24
- 2016 PM24
- 2016 PT24
- 2016 PX24
- 2016 PY24
- 2016 PA25
- 2016 PC25
- 2016 PG25
- 2016 PJ25
- 2016 PQ25
- 2016 PR25
- 2016 PU25
- 2016 PA26
- 2016 PG26
- 2016 PH26
- 2016 PJ26
- 2016 PL26
- 2016 PP26
- 2016 PQ26
- 2016 PR26
- 2016 PS26
- 2016 PT26
- 2016 PU26
- 2016 PV26
- 2016 PX26
- 2016 PY26
- 2016 PZ26
- 2016 PA27
- 2016 PB27
- 2016 PC27
- 2016 PE27
- 2016 PG27
- 2016 PL27
- 2016 PM27
- 2016 PP27
- 2016 PX27
- 2016 PA28
- 2016 PE28
- 2016 PG28
- 2016 PJ28
- 2016 PL28
- 2016 PM28
- 2016 PN28
- 2016 PO28
- 2016 PR28
- 2016 PT28
- 2016 PX28
- 2016 PZ28
- 2016 PA29
- 2016 PG29
- 2016 PH29
- 2016 PM29
- 2016 PN29
- 2016 PP29
- 2016 PT29
- 2016 PY29
- 2016 PB30
- 2016 PF30
- 2016 PM30
- 2016 PN30
- 2016 PQ30
- 2016 PU30
- 2016 PX30
- 2016 PY30
- 2016 PZ30
- 2016 PA31
- 2016 PD31
- 2016 PE31
- 2016 PG31
- 2016 PH31
- 2016 PJ31
- 2016 PN31
- 2016 PO31
- 2016 PP31
- 2016 PT31
- 2016 PU31
- 2016 PC32
- 2016 PD32
- 2016 PG32
- 2016 PK32
- 2016 PL32
- 2016 PM32
- 2016 PT32
- 2016 PU32
- 2016 PV32
- 2016 PW32
- 2016 PX32
- 2016 PY32
- 2016 PG33
- 2016 PH33
- 2016 PN33
- 2016 PR33
- 2016 PS33
- 2016 PT33
- 2016 PU33
- 2016 PZ33
- 2016 PA34
- 2016 PC34
- 2016 PD34
- 2016 PK34
- 2016 PL34
- 2016 PM34
- 2016 PQ34
- 2016 PT34
- 2016 PU34
- 2016 PV34
- 2016 PW34
- 2016 PY34
- 2016 PB35
- 2016 PC35
- 2016 PD35
- 2016 PE35
- 2016 PG35
- 2016 PJ35
- 2016 PQ35
- 2016 PR35
- 2016 PT35
- 2016 PV35
- 2016 PW35
- 2016 PX35
- 2016 PZ35
- 2016 PA36
- 2016 PC36
- 2016 PF36
- 2016 PH36
- 2016 PJ36
- 2016 PL36
- 2016 PM36
- 2016 PN36
- 2016 PO36
- 2016 PU36
- 2016 PV36
- 2016 PZ36
- 2016 PB37
- 2016 PC37
- 2016 PJ37
- 2016 PM37
- 2016 PO37
- 2016 PQ37
- 2016 PR37
- 2016 PZ37
- 2016 PA38
- 2016 PF38
- 2016 PG38
- 2016 PH38
- 2016 PJ38
- 2016 PK38
- 2016 PL38
- 2016 PM38
- 2016 PN38
- 2016 PO38
- 2016 PP38
- 2016 PQ38
- 2016 PR38
- 2016 PT38
- 2016 PV38
- 2016 PW38
- 2016 PX38
- 2016 PY38
- 2016 PZ38
- 2016 PA39
- 2016 PB39
- 2016 PC39
- 2016 PD39
- 2016 PE39
- 2016 PF39
- 2016 PG39
- 2016 PJ39
- 2016 PK39
- 2016 PL39
- 2016 PN39
- 2016 PO39
- 2016 PP39
- 2016 PQ39
- 2016 PR39
- 2016 PS39
- 2016 PV39
- 2016 PX39
- 2016 PY39
- 2016 PZ39
- 2016 PA40
- 2016 PB40
- 2016 PC40
- 2016 PD40
- 2016 PG40
- 2016 PJ40
- 2016 PM40
- 2016 PR40
- 2016 PT40
- 2016 PV40
- 2016 PX40
- 2016 PZ40
- 2016 PA41
- 2016 PJ41
- 2016 PK41
- 2016 PM41
- 2016 PN41
- 2016 PO41
- 2016 PT41
- 2016 PV41
- 2016 PW41
- 2016 PX41
- 2016 PY41
- 2016 PZ41
- 2016 PJ42
- 2016 PS42
- 2016 PV42
- 2016 PB43
- 2016 PL43
- 2016 PN43
- 2016 PO43
- 2016 PQ43
- 2016 PR43
- 2016 PT43
- 2016 PW43
- 2016 PH44
- 2016 PM44
- 2016 PQ44
- 2016 PU44
- 2016 PW44
- 2016 PY44
- 2016 PB45
- 2016 PE45
- 2016 PF45
- 2016 PG45
- 2016 PH45
- 2016 PJ45
- 2016 PL45
- 2016 PM45
- 2016 PO45
- 2016 PR45
- 2016 PZ45
- 2016 PC46
- 2016 PE46
- 2016 PK46
- 2016 PL46
- 2016 PM46
- 2016 PQ46
- 2016 PR46
- 2016 PV46
- 2016 PW46
- 2016 PY46
- 2016 PZ46
- 2016 PB47
- 2016 PE47
- 2016 PJ47
- 2016 PL47
- 2016 PM47
- 2016 PN47
- 2016 PP47
- 2016 PQ47
- 2016 PR47
- 2016 PS47
- 2016 PB48
- 2016 PC48
- 2016 PO48
- 2016 PR48
- 2016 PX48
- 2016 PA49
- 2016 PB49
- 2016 PC49
- 2016 PD49
- 2016 PE49
- 2016 PM49
- 2016 PN49
- 2016 PO49
- 2016 PW49
- 2016 PX49
- 2016 PY49
- 2016 PB50
- 2016 PD50
- 2016 PE50
- 2016 PF50
- 2016 PL50
- 2016 PM50
- 2016 PP50
- 2016 PQ50
- 2016 PV50
- 2016 PX50
- 2016 PY50
- 2016 PB51
- 2016 PC51
- 2016 PD51
- 2016 PE51
- 2016 PG51
- 2016 PO51
- 2016 PR51
- 2016 PS51
- 2016 PU51
- 2016 PV51
- 2016 PX51
- 2016 PY51
- 2016 PB52
- 2016 PC52
- 2016 PF52
- 2016 PG52
- 2016 PL52
- 2016 PQ52
- 2016 PU52
- 2016 PW52
- 2016 PY52
- 2016 PB53
- 2016 PE53
- 2016 PF53
- 2016 PK53
- 2016 PL53
- 2016 PN53
- 2016 PS53
- 2016 PT53
- 2016 PY53
- 2016 PZ53
- 2016 PB54
- 2016 PE54
- 2016 PF54
- 2016 PJ54
- 2016 PM54
- 2016 PO54
- 2016 PR54
- 2016 PV54
- 2016 PZ54
- 2016 PA55
- 2016 PB55
- 2016 PC55
- 2016 PJ55
- 2016 PK55
- 2016 PL55
- 2016 PQ55
- 2016 PW55
- 2016 PA56
- 2016 PE56
- 2016 PJ56
- 2016 PL56
- 2016 PO56
- 2016 PR56
- 2016 PV56
- 2016 PX56
- 2016 PZ56
- 2016 PF57
- 2016 PL57
- 2016 PM57
- 2016 PO57
- 2016 PW57
- 2016 PX57
- 2016 PA58
- 2016 PH58
- 2016 PK58
- 2016 PN58
- 2016 PR58
- 2016 PV58
- 2016 PA59
- 2016 PC59
- 2016 PE59
- 2016 PF59
- 2016 PH59
- 2016 PL59
- 2016 PN59
- 2016 PO59
- 2016 PP59
- 2016 PQ59
- 2016 PR59
- 2016 PT59
- 2016 PU59
- 2016 PW59
- 2016 PX59
- 2016 PY59
- 2016 PA60
- 2016 PF60
- 2016 PG60
- 2016 PJ60
- 2016 PO60
- 2016 PP60
- 2016 PQ60
- 2016 PR60
- 2016 PT60
- 2016 PZ60
- 2016 PA61
- 2016 PD61
- 2016 PE61
- 2016 PJ61
- 2016 PL61
- 2016 PO61
- 2016 PU61
- 2016 PY61
- 2016 PZ61
- 2016 PA62
- 2016 PD62
- 2016 PE62
- 2016 PH62
- 2016 PL62
- 2016 PN62
- 2016 PR62
- 2016 PS62
- 2016 PT62
- 2016 PU62
- 2016 PX62
- 2016 PY62
- 2016 PZ62
- 2016 PA63
- 2016 PC63
- 2016 PH63
- 2016 PM63
- 2016 PN63
- 2016 PQ63
- 2016 PR63
- 2016 PT63
- 2016 PV63
- 2016 PW63
- 2016 PY63
- 2016 PA64
- 2016 PB64
- 2016 PC64
- 2016 PD64
- 2016 PE64
- 2016 PG64
- 2016 PK64
- 2016 PL64
- 2016 PM64
- 2016 PN64
- 2016 PO64
- 2016 PP64
- 2016 PQ64
- 2016 PS64
- 2016 PT64
- 2016 PU64
- 2016 PV64
- 2016 PX64
- 2016 PB65
- 2016 PC65
- 2016 PE65
- 2016 PH65
- 2016 PL65
- 2016 PM65
- 2016 PN65
- 2016 PP65
- 2016 PS65
- 2016 PV65
- 2016 PB66
- 2016 PE66
- 2016 PF66
- 2016 PG66
- 2016 PH66
- 2016 PJ66
- 2016 PK66
- 2016 PL66
- 2016 PM66
- 2016 PN66
- 2016 PP66
- 2016 PQ66
- 2016 PR66
- 2016 PS66
- 2016 PU66
- 2016 PV66
- 2016 PY66
- 2016 PZ66
- 2016 PA67
- 2016 PB67
- 2016 PC67
- 2016 PD67
- 2016 PE67
- 2016 PF67
- 2016 PG67
- 2016 PO67
- 2016 PU67
- 2016 PA68
- 2016 PK68
- 2016 PM68
- 2016 PV68
- 2016 PW68
- 2016 PA69
- 2016 PB69
- 2016 PC69
- 2016 PE69
- 2016 PG69
- 2016 PH69
- 2016 PJ69
- 2016 PL69
- 2016 PN69
- 2016 PT69
- 2016 PV69
- 2016 PW69
- 2016 PZ69
- 2016 PA70
- 2016 PD70
- 2016 PE70
- 2016 PF70
- 2016 PG70
- 2016 PK70
- 2016 PM70
- 2016 PT70
- 2016 PV70
- 2016 PW70
- 2016 PD71
- 2016 PE71
- 2016 PG71
- 2016 PH71
- 2016 PK71
- 2016 PN71
- 2016 PO71
- 2016 PQ71
- 2016 PX71
- 2016 PZ71
- 2016 PF72
- 2016 PG72
- 2016 PH72
- 2016 PR72
- 2016 PS72
- 2016 PF73
- 2016 PG73
- 2016 PH73
- 2016 PK73
- 2016 PL73
- 2016 PP73
- 2016 PB74
- 2016 PC74
- 2016 PK74
- 2016 PO74
- 2016 PR74
- 2016 PE75
- 2016 PK75
- 2016 PO75
- 2016 PV75
- 2016 PZ75
- 2016 PJ76
- 2016 PK76
- 2016 PN76
- 2016 PQ76
- 2016 PW76
- 2016 PX76
- 2016 PZ76
- 2016 PK77
- 2016 PQ77
- 2016 PR77
- 2016 PT77
- 2016 PA78
- 2016 PF78
- 2016 PL78
- 2016 PM78
- 2016 PN78
- 2016 PP78
- 2016 PS78
- 2016 PV78
- 2016 PW78
- 2016 PX78
- 2016 PY78
- 2016 PA79
- 2016 PB79
- 2016 PK79
- 2016 PL79
- 2016 PQ79
- 2016 PS79
- 2016 PT79
- 2016 PU79
- 2016 PV79
- 2016 PW79
- 2016 PY79
- 2016 PE80
- 2016 PG80
- 2016 PH80
- 2016 PJ80
- 2016 PK80
- 2016 PL80
- 2016 PM80
- 2016 PN80
- 2016 PO80
- 2016 PP80
- 2016 PQ80
- 2016 PR80
- 2016 PS80
- 2016 PT80
- 2016 PU80
- 2016 PV80
- 2016 PW80
- 2016 PX80
- 2016 PY80
- 2016 PZ80
- 2016 PA81
- 2016 PB81
- 2016 PC81
- 2016 PD81
- 2016 PE81
- 2016 PF81
- 2016 PG81
- 2016 PH81
- 2016 PJ81
- 2016 PK81
- 2016 PL81
- 2016 PM81
- 2016 PN81
- 2016 PP81
- 2016 PQ81
- 2016 PR81
- 2016 PS81
- 2016 PT81
- 2016 PV81
- 2016 PX81
- 2016 PB82
- 2016 PC82
- 2016 PD82
- 2016 PF82
- 2016 PH82
- 2016 PK82
- 2016 PM82
- 2016 PN82
- 2016 PQ82
- 2016 PR82
- 2016 PU82
- 2016 PV82
- 2016 PW82
- 2016 PX82
- 2016 PA83
- 2016 PC83
- 2016 PD83
- 2016 PE83
- 2016 PF83
- 2016 PG83
- 2016 PH83
- 2016 PL83
- 2016 PQ83
- 2016 PR83
- 2016 PT83
- 2016 PU83
- 2016 PW83
- 2016 PY83
- 2016 PZ83
- 2016 PB84
- 2016 PC84
- 2016 PD84
- 2016 PG84
- 2016 PH84
- 2016 PJ84
- 2016 PK84
- 2016 PL84
- 2016 PM84
- 2016 PN84
- 2016 PO84
- 2016 PQ84
- 2016 PR84
- 2016 PS84
- 2016 PU84
- 2016 PW84
- 2016 PX84
- 2016 PZ84
- 2016 PD85
- 2016 PF85
- 2016 PG85
- 2016 PH85
- 2016 PJ85
- 2016 PK85
- 2016 PN85
- 2016 PO85
- 2016 PP85
- 2016 PQ85
- 2016 PS85
- 2016 PT85
- 2016 PU85
- 2016 PV85
- 2016 PW85
- 2016 PY85
- 2016 PA86
- 2016 PB86
- 2016 PC86
- 2016 PD86
- 2016 PG86
- 2016 PH86
- 2016 PJ86
- 2016 PK86
- 2016 PL86
- 2016 PM86
- 2016 PN86
- 2016 PO86
- 2016 PP86
- 2016 PQ86
- 2016 PR86
- 2016 PS86
- 2016 PT86
- 2016 PU86
- 2016 PW86
- 2016 PX86
- 2016 PY86
- 2016 PZ86
- 2016 PB87
- 2016 PD87
- 2016 PE87
- 2016 PF87
- 2016 PG87
- 2016 PJ87
- 2016 PK87
- 2016 PM87
- 2016 PO87
- 2016 PR87
- 2016 PS87
- 2016 PT87
- 2016 PV87
- 2016 PY87
- 2016 PZ87
- 2016 PA88
- 2016 PB88
- 2016 PD88
- 2016 PF88
- 2016 PG88
- 2016 PH88
- 2016 PJ88
- 2016 PK88
- 2016 PL88
- 2016 PM88
- 2016 PN88
- 2016 PO88
- 2016 PR88
- 2016 PT88
- 2016 PU88
- 2016 PV88
- 2016 PW88
- 2016 PX88
- 2016 PB89
- 2016 PM90
- 2016 PN90
- 2016 PO90
- 2016 PA91
- 2016 PM91
- 2016 PP91
- 2016 PR91
- 2016 PV91
- 2016 PW91
- 2016 PF92
- 2016 PX92
- 2016 PY92
- 2016 PF93
- 2016 PM93
- 2016 PN93
- 2016 PZ93
- 2016 PH94
- 2016 PR94
- 2016 PW94
- 2016 PT95
- 2016 PC96
- 2016 PR96
- 2016 PV96
- 2016 PY96
- 2016 PZ96
- 2016 PA97
- 2016 PB97
- 2016 PE97
- 2016 PN97
- 2016 PO97
- 2016 PS97
- 2016 PT97
- 2016 PV97
- 2016 PA98
- 2016 PC98
- 2016 PH98
- 2016 PM98
- 2016 PP98
- 2016 PT98
- 2016 PU98
- 2016 PG99
- 2016 PH99
- 2016 PK99
- 2016 PP99
- 2016 PS99
- 2016 PO100
- 2016 PX100
- 2016 PA101
- 2016 PE101
- 2016 PG101
- 2016 PK101
- 2016 PQ101
- 2016 PN102
- 2016 PO102
- 2016 PS102
- 2016 PY102
- 2016 PS103
- 2016 PU103
- 2016 PW103
- 2016 PX103
- 2016 PY103
- 2016 PA104
- 2016 PE104
- 2016 PF104
- 2016 PG104
- 2016 PH104
- 2016 PL104
- 2016 PN104
- 2016 PO104
- 2016 PQ104
- 2016 PR104
- 2016 PW104
- 2016 PX104
- 2016 PD105
- 2016 PH105
- 2016 PJ105
- 2016 PK105
- 2016 PL105
- 2016 PM105
- 2016 PN105
- 2016 PR105
- 2016 PV105
- 2016 PY105
- 2016 PG106
- 2016 PJ106
- 2016 PL106
- 2016 PM106
- 2016 PN106
- 2016 PO106
- 2016 PS106
- 2016 PW106
- 2016 PB107
- 2016 PD107
- 2016 PG107
- 2016 PH107
- 2016 PQ107
- 2016 PS107
- 2016 PU107
- 2016 PW107
- 2016 PX107
- 2016 PB108
- 2016 PC108
- 2016 PE108
- 2016 PF108
- 2016 PH108
- 2016 PJ108
- 2016 PT108
- 2016 PY108
- 2016 PZ108
- 2016 PA109
- 2016 PE109
- 2016 PG109
- 2016 PJ109
- 2016 PK109
- 2016 PM109
- 2016 PQ109
- 2016 PR109
- 2016 PU109
- 2016 PW109
- 2016 PY109
- 2016 PB110
- 2016 PD110
- 2016 PF110
- 2016 PG110
- 2016 PH110
- 2016 PP110
- 2016 PQ110
- 2016 PR110
- 2016 PY110
- 2016 PC111
- 2016 PD111
- 2016 PE111
- 2016 PF111
- 2016 PH111
- 2016 PO111
- 2016 PQ111
- 2016 PD112
- 2016 PE112
- 2016 PN112
- 2016 PP112
- 2016 PK113
- 2016 PL113
- 2016 PN113
- 2016 PP113
- 2016 PR113
- 2016 PW113
- 2016 PD114
- 2016 PG114
- 2016 PN114
- 2016 PS114
- 2016 PU114
- 2016 PW114
- 2016 PD115
- 2016 PJ115
- 2016 PP115
- 2016 PQ115
- 2016 PS115
- 2016 PT115
- 2016 PV115
- 2016 PZ115
- 2016 PB116
- 2016 PE116
- 2016 PA117
- 2016 PD117
- 2016 PJ117
- 2016 PU117
- 2016 PW117
- 2016 PF118
- 2016 PH118
- 2016 PK118
- 2016 PL118
- 2016 PO118
- 2016 PP118
- 2016 PQ118
- 2016 PR118
- 2016 PT118
- 2016 PY118
- 2016 PJ119
- 2016 PN119
- 2016 PO119
- 2016 PS119
- 2016 PW119
- 2016 PB120
- 2016 PE120
- 2016 PF120
- 2016 PJ120
- 2016 PK120
- 2016 PM120
- 2016 PN120
- 2016 PS120
- 2016 PW120
- 2016 PY120
- 2016 PB121
- 2016 PN121
- 2016 PQ121
- 2016 PR121
- 2016 PS121
- 2016 PV121
- 2016 PW121
- 2016 PA122
- 2016 PB122
- 2016 PJ122
- 2016 PE123
- 2016 PF123
- 2016 PG123
- 2016 PQ123
- 2016 PS123
- 2016 PY123
- 2016 PC124
- 2016 PH124
- 2016 PO124
- 2016 PS124
- 2016 PX124
- 2016 PC125
- 2016 PD125
- 2016 PG125
- 2016 PO125
- 2016 PC126
- 2016 PK126
- 2016 PO126
- 2016 PS126
- 2016 PT126
- 2016 PW126
- 2016 PZ126
- 2016 PF127
- 2016 PJ127
- 2016 PO127
- 2016 PP127
- 2016 PW127
- 2016 PM128
- 2016 PN128
- 2016 PR128
- 2016 PS128
- 2016 PT128
- 2016 PU128
- 2016 PV128
- 2016 PY128
- 2016 PZ128
- 2016 PD129
- 2016 PE129
- 2016 PH129
- 2016 PJ129
- 2016 PK129
- 2016 PP129
- 2016 PQ129
- 2016 PR129
- 2016 PS129
- 2016 PU129
- 2016 PV129
- 2016 PW129
- 2016 PX129
- 2016 PY129
- 2016 PB130
- 2016 PE130
- 2016 PF130
- 2016 PG130
- 2016 PJ130
- 2016 PL130
- 2016 PM130
- 2016 PN130
- 2016 PO130
- 2016 PP130
- 2016 PQ130
- 2016 PR130
- 2016 PT130
- 2016 PU130
- 2016 PW130
- 2016 PX130
- 2016 PZ130
- 2016 PA131
- 2016 PB131
- 2016 PD131
- 2016 PE131
- 2016 PF131
- 2016 PG131
- 2016 PH131
- 2016 PJ131
- 2016 PK131
- 2016 PL131
- 2016 PM131
- 2016 PN131
- 2016 PP131
- 2016 PR131
- 2016 PS131
- 2016 PT131
- 2016 PV131
- 2016 PW131
- 2016 PY131
- 2016 PZ131
- 2016 PA132
- 2016 PC132
- 2016 PD132
- 2016 PE132
- 2016 PG132
- 2016 PH132
- 2016 PJ132
- 2016 PK132
- 2016 PL132
- 2016 PM132
- 2016 PN132
- 2016 PO132
- 2016 PP132
- 2016 PQ132
- 2016 PR132
- 2016 PS132
- 2016 PT132
- 2016 PU132
- 2016 PW132
- 2016 PY132
- 2016 PZ132
- 2016 PA133
- 2016 PB133
- 2016 PC133
- 2016 PD133
- 2016 PE133
- 2016 PG133
- 2016 PH133
- 2016 PJ133
- 2016 PK133
- 2016 PM133
- 2016 PN133
- 2016 PP133
- 2016 PQ133
- 2016 PR133
- 2016 PS133
- 2016 PT133
- 2016 PU133
- 2016 PV133
- 2016 PW133
- 2016 PX133
- 2016 PY133
- 2016 PZ133
- 2016 PA134
- 2016 PB134
- 2016 PC134
- 2016 PD134
- 2016 PE134
- 2016 PF134
- 2016 PG134
- 2016 PH134
- 2016 PJ134
- 2016 PK134
- 2016 PL134
- 2016 PM134
- 2016 PN134
- 2016 PO134
- 2016 PP134
- 2016 PQ134
- 2016 PR134
- 2016 PS134
- 2016 PT134
- 2016 PU134
- 2016 PV134
- 2016 PW134
- 2016 PX134
- 2016 PY134
- 2016 PZ134
- 2016 PB135
- 2016 PC135
- 2016 PD135
- 2016 PE135
- 2016 PF135
- 2016 PG135
- 2016 PH135
- 2016 PL135
- 2016 PM135
- 2016 PN135
- 2016 PO135
- 2016 PQ135
- 2016 PR135
- 2016 PS135
- 2016 PT135
- 2016 PU135
- 2016 PV135
- 2016 PY135
- 2016 PZ135
- 2016 PA136
- 2016 PB136
- 2016 PC136
- 2016 PD136
- 2016 PE136
- 2016 PF136
- 2016 PG136
- 2016 PH136
- 2016 PJ136
- 2016 PK136
- 2016 PL136
- 2016 PM136
- 2016 PN136
- 2016 PO136
- 2016 PP136
- 2016 PQ136
- 2016 PR136
- 2016 PS136
- 2016 PT136
- 2016 PU136
- 2016 PV136
- 2016 PX136
- 2016 PY136
- 2016 PZ136
- 2016 PA137
- 2016 PB137
- 2016 PC137
- 2016 PD137
- 2016 PE137
- 2016 PF137
- 2016 PG137
- 2016 PH137
- 2016 PJ137
- 2016 PK137
- 2016 PL137
- 2016 PM137
- 2016 PN137
- 2016 PO137
- 2016 PP137
- 2016 PQ137
- 2016 PR137
- 2016 PS137
- 2016 PT137
- 2016 PU137
- 2016 PV137
- 2016 PW137
- 2016 PX137
- 2016 PY137
- 2016 PZ137
- 2016 PA138
- 2016 PB138
- 2016 PC138
- 2016 PD138
- 2016 PE138
- 2016 PF138
- 2016 PG138
- 2016 PH138
- 2016 PJ138
- 2016 PK138
- 2016 PL138
- 2016 PM138
- 2016 PN138
- 2016 PP138
- 2016 PQ138
- 2016 PR138
- 2016 PS138
- 2016 PU138
- 2016 PV138
- 2016 PW138
- 2016 PX138
- 2016 PY138
- 2016 PZ138
- 2016 PA139
- 2016 PB139
- 2016 PC139
- 2016 PD139
- 2016 PE139
- 2016 PF139
- 2016 PG139
- 2016 PH139
- 2016 PJ139
- 2016 PK139
- 2016 PL139
- 2016 PM139
- 2016 PN139
- 2016 PO139
- 2016 PP139
- 2016 PR139
- 2016 PS139
- 2016 PT139
- 2016 PU139
- 2016 PV139
- 2016 PW139
- 2016 PX139
- 2016 PY139
- 2016 PZ139
- 2016 PA140
- 2016 PB140
- 2016 PC140
- 2016 PD140
- 2016 PE140
- 2016 PF140
- 2016 PG140
- 2016 PJ140
- 2016 PK140
- 2016 PL140
- 2016 PM140
- 2016 PN140
- 2016 PO140
- 2016 PP140
- 2016 PQ140
- 2016 PR140
- 2016 PS140
- 2016 PT140
- 2016 PU140
- 2016 PV140
- 2016 PW140
- 2016 PX140
- 2016 PY140
- 2016 PZ140
- 2016 PA141
- 2016 PB141
- 2016 PD141
- 2016 PE141
- 2016 PG141
- 2016 PH141
- 2016 PJ141
- 2016 PK141
- 2016 PL141
- 2016 PM141
- 2016 PN141
- 2016 PO141
- 2016 PP141
- 2016 PQ141
- 2016 PR141
- 2016 PS141
- 2016 PU141
- 2016 PV141
- 2016 PW141
- 2016 PX141
- 2016 PY141
- 2016 PZ141
- 2016 PA142
- 2016 PB142
- 2016 PC142
- 2016 PF142
- 2016 PH142
- 2016 PK142
- 2016 PL142
- 2016 PM142
- 2016 PN142
- 2016 PO142
- 2016 PP142
- 2016 PQ142
- 2016 PR142
- 2016 PS142
- 2016 PT142
- 2016 PU142
- 2016 PV142
- 2016 PW142
- 2016 PX142
- 2016 PZ142
- 2016 PA143
- 2016 PB143
- 2016 PC143
- 2016 PD143
- 2016 PE143
- 2016 PF143
- 2016 PG143
- 2016 PH143
- 2016 PJ143
- 2016 PK143
- 2016 PL143
- 2016 PM143
- 2016 PN143
- 2016 PP143
- 2016 PQ143
- 2016 PR143
- 2016 PS143
- 2016 PT143
- 2016 PU143
- 2016 PV143
- 2016 PY143
- 2016 PZ143
- 2016 PA144
- 2016 PB144
- 2016 PC144
- 2016 PD144
- 2016 PE144
- 2016 PF144
- 2016 PG144
- 2016 PH144
- 2016 PJ144
- 2016 PK144
- 2016 PM144
- 2016 PN144
- 2016 PO144
- 2016 PP144
- 2016 PQ144
- 2016 PR144
- 2016 PS144
- 2016 PT144
- 2016 PU144
- 2016 PV144
- 2016 PW144
- 2016 PX144
- 2016 PY144
- 2016 PZ144
- 2016 PA145
- 2016 PB145
- 2016 PC145
- 2016 PD145
- 2016 PE145
- 2016 PF145
- 2016 PG145
- 2016 PH145
- 2016 PJ145
- 2016 PK145
- 2016 PL145
- 2016 PM145
- 2016 PN145
- 2016 PO145
- 2016 PP145
- 2016 PQ145
- 2016 PR145
- 2016 PS145
- 2016 PT145
- 2016 PU145
- 2016 PV145
- 2016 PW145
- 2016 PX145
- 2016 PZ145
- 2016 PA146
- 2016 PB146
- 2016 PC146
- 2016 PE146
- 2016 PG146
- 2016 PJ146
- 2016 PK146
- 2016 PL146
- 2016 PN146
- 2016 PO146
- 2016 PQ146
- 2016 PR146
- 2016 PT146
- 2016 PU146
- 2016 PW146
- 2016 PX146
- 2016 PZ146
- 2016 PA147
- 2016 PB147
- 2016 PC147
- 2016 PD147
- 2016 PE147
- 2016 PF147
- 2016 PJ147
- 2016 PK147
- 2016 PL147
- 2016 PM147
- 2016 PO147
- 2016 PP147
- 2016 PQ147
- 2016 PR147
- 2016 PS147
- 2016 PW147
- 2016 PY147
- 2016 PZ147
- 2016 PA148
- 2016 PC148
- 2016 PD148
- 2016 PE148
- 2016 PG148
- 2016 PH148
- 2016 PJ148
- 2016 PK148
- 2016 PL148
- 2016 PN148
- 2016 PO148
- 2016 PP148
- 2016 PQ148
- 2016 PR148
- 2016 PS148
- 2016 PT148
- 2016 PU148
- 2016 PX148
- 2016 PY148
- 2016 PZ148
- 2016 PB149
- 2016 PC149
- 2016 PD149
- 2016 PE149
- 2016 PF149
- 2016 PG149
- 2016 PH149
- 2016 PJ149
- 2016 PK149
- 2016 PM149
- 2016 PN149
- 2016 PO149
- 2016 PP149
- 2016 PQ149
- 2016 PR149
- 2016 PS149
- 2016 PT149
- 2016 PU149
- 2016 PV149
- 2016 PW149
- 2016 PX149
- 2016 PY149
- 2016 PZ149
- 2016 PA150
- 2016 PB150
- 2016 PC150
- 2016 PD150
- 2016 PE150
- 2016 PF150
- 2016 PH150
- 2016 PJ150
- 2016 PK150
- 2016 PL150
- 2016 PM150
- 2016 PN150
- 2016 PO150
- 2016 PP150
- 2016 PQ150
- 2016 PR150
- 2016 PS150
- 2016 PW150
- 2016 PX150
- 2016 PY150
- 2016 PZ150
- 2016 PA151
- 2016 PB151
- 2016 PC151
- 2016 PD151
- 2016 PE151
- 2016 PF151
- 2016 PG151
- 2016 PH151
- 2016 PN151
- 2016 PQ151
- 2016 PR151
- 2016 PT151
- 2016 PV151
- 2016 PX151
- 2016 PY151
- 2016 PZ151
- 2016 PB152
- 2016 PD152
- 2016 PE152
- 2016 PF152
- 2016 PG152
- 2016 PJ152
- 2016 PL152
- 2016 PE153
- 2016 PP153
- 2016 PT153
- 2016 PX153
- 2016 PA154
- 2016 PG154
- 2016 PH154
- 2016 PJ154
- 2016 PK154
- 2016 PL154
- 2016 PM154
- 2016 PR154
- 2016 PT154
- 2016 PU154
- 2016 PZ154
- 2016 PA155
- 2016 PB155
- 2016 PH155
- 2016 PJ155
- 2016 PK155
- 2016 PL155
- 2016 PM155
- 2016 PP155
- 2016 PQ155
- 2016 PS155
- 2016 PW155
- 2016 PX155
- 2016 PZ155
- 2016 PE156
- 2016 PG156
- 2016 PH156
- 2016 PK156
- 2016 PL156
- 2016 PO156
- 2016 PP156
- 2016 PS156
- 2016 PY156
- 2016 PA157
- 2016 PF157
- 2016 PH157
- 2016 PK157
- 2016 PS157
- 2016 PT157
- 2016 PV157
- 2016 PW157
- 2016 PX157
- 2016 PY157
- 2016 PB158
- 2016 PD158
- 2016 PJ158
- 2016 PK158
- 2016 PL158
- 2016 PM158
- 2016 PO158
- 2016 PP158
- 2016 PS158
- 2016 PT158
- 2016 PU158
- 2016 PV158
- 2016 PW158
- 2016 PX158
- 2016 PY158
- 2016 PA159
- 2016 PE159
- 2016 PF159
- 2016 PG159
- 2016 PH159
- 2016 PJ159
- 2016 PK159
- 2016 PL159
- 2016 PM159
- 2016 PN159
- 2016 PO159
- 2016 PP159
- 2016 PQ159
- 2016 PR159
- 2016 PS159
- 2016 PT159
- 2016 PU159
- 2016 PV159
- 2016 PW159
- 2016 PX159
- 2016 PY159
- 2016 PZ159
- 2016 PA160
- 2016 PB160
- 2016 PC160
- 2016 PD160
- 2016 PE160
- 2016 PF160
- 2016 PG160
- 2016 PH160
- 2016 PJ160
- 2016 PK160
- 2016 PM160
- 2016 PN160
- 2016 PP160
- 2016 PQ160
- 2016 PR160
- 2016 PS160
- 2016 PT160
- 2016 PU160
- 2016 PV160
- 2016 PX160
- 2016 PD161
- 2016 PE161
- 2016 PK161
- 2016 PL161
- 2016 PM161
- 2016 PN161
- 2016 PO161
- 2016 PP161
- 2016 PR161
- 2016 PS161
- 2016 PT161
- 2016 PU161
- 2016 PV161
- 2016 PW161
- 2016 PX161
- 2016 PY161
- 2016 PA162
- 2016 PB162
- 2016 PC162
- 2016 PD162
- 2016 PE162
- 2016 PF162
- 2016 PH162
- 2016 PJ162
- 2016 PK162
- 2016 PL162
- 2016 PM162
- 2016 PN162
- 2016 PO162
- 2016 PP162
- 2016 PQ162
- 2016 PR162
- 2016 PS162
- 2016 PT162
- 2016 PU162
- 2016 PV162
- 2016 PW162
- 2016 PX162
- 2016 PZ162
- 2016 PA163
- 2016 PB163
- 2016 PC163
- 2016 PD163
- 2016 PE163
- 2016 PG163
- 2016 PH163
- 2016 PJ163
- 2016 PL163
- 2016 PM163
- 2016 PN163
- 2016 PO163
- 2016 PP163
- 2016 PQ163
- 2016 PR163
- 2016 PT163
- 2016 PU163
- 2016 PV163
- 2016 PW163
- 2016 PX163
- 2016 PY163
- 2016 PZ163
- 2016 PA164
- 2016 PB164
- 2016 PC164
- 2016 PD164
- 2016 PE164
- 2016 PF164
- 2016 PG164
- 2016 PH164
- 2016 PJ164
- 2016 PK164
- 2016 PL164
- 2016 PM164
- 2016 PN164
- 2016 PO164
- 2016 PP164
- 2016 PQ164
- 2016 PR164
- 2016 PT164
- 2016 PU164
- 2016 PW164
- 2016 PZ164
- 2016 PA165
- 2016 PB165
- 2016 PD165
- 2016 PE165
- 2016 PF165
- 2016 PG165
- 2016 PH165
- 2016 PJ165
- 2016 PK165
- 2016 PL165
- 2016 PN165
- 2016 PO165
- 2016 PP165
- 2016 PQ165
- 2016 PR165
- 2016 PT165
- 2016 PU165
- 2016 PV165
- 2016 PW165
- 2016 PY165
- 2016 PZ165
- 2016 PC166
- 2016 PD166
- 2016 PE166
- 2016 PF166
- 2016 PG166
- 2016 PH166
- 2016 PJ166
- 2016 PN166
- 2016 PP166
- 2016 PR166
- 2016 PW166
- 2016 PX166
- 2016 PY166
- 2016 PD167
- 2016 PE167
- 2016 PH167
- 2016 PJ167
- 2016 PO167
- 2016 PP167
- 2016 PR167
- 2016 PS167
- 2016 PT167
- 2016 PW167
- 2016 PX167
- 2016 PY167
- 2016 PZ167
- 2016 PB168
- 2016 PC168
- 2016 PF168
- 2016 PG168
- 2016 PJ168
- 2016 PK168
- 2016 PL168
- 2016 PN168
- 2016 PQ168
- 2016 PR168
- 2016 PS168
- 2016 PT168
- 2016 PV168
- 2016 PW168
- 2016 PX168
- 2016 PY168
- 2016 PZ168
- 2016 PA169
- 2016 PC169
- 2016 PD169
- 2016 PE169
- 2016 PF169
- 2016 PG169
- 2016 PH169
- 2016 PJ169
- 2016 PK169
- 2016 PL169
- 2016 PM169
- 2016 PN169
- 2016 PO169
- 2016 PP169
- 2016 PQ169
- 2016 PR169
- 2016 PS169
- 2016 PT169
- 2016 PU169
- 2016 PV169
- 2016 PW169
- 2016 PX169
- 2016 PY169
- 2016 PZ169
- 2016 PA170
- 2016 PB170
- 2016 PC170
- 2016 PD170
- 2016 PE170
- 2016 PF170
- 2016 PH170
- 2016 PJ170
- 2016 PK170
- 2016 PL170
- 2016 PM170
- 2016 PN170
- 2016 PO170
- 2016 PP170
- 2016 PQ170
- 2016 PS170
- 2016 PT170
- 2016 PU170
- 2016 PV170
- 2016 PW170
- 2016 PX170
- 2016 PY170
- 2016 PZ170
- 2016 PA171
- 2016 PB171
- 2016 PC171
- 2016 PD171
- 2016 PE171
- 2016 PF171
- 2016 PG171
- 2016 PH171
- 2016 PJ171
- 2016 PK171
- 2016 PL171
- 2016 PM171
- 2016 PN171
- 2016 PO171
- 2016 PP171
- 2016 PQ171
- 2016 PR171
- 2016 PS171
- 2016 PT171
- 2016 PU171
- 2016 PV171
- 2016 PW171
- 2016 PX171
- 2016 PY171
- 2016 PZ171
- 2016 PB172
- 2016 PC172
- 2016 PD172
- 2016 PE172
- 2016 PF172
- 2016 PG172
- 2016 PH172
- 2016 PJ172
- 2016 PK172
- 2016 PL172
- 2016 PM172
- 2016 PN172
- 2016 PO172
- 2016 PP172
- 2016 PQ172
- 2016 PR172
- 2016 PS172
- 2016 PT172
- 2016 PU172
- 2016 PV172
- 2016 PW172
- 2016 PX172
- 2016 PY172
- 2016 PZ172
- 2016 PA173
- 2016 PB173
- 2016 PC173
- 2016 PD173
- 2016 PE173
- 2016 PF173
- 2016 PG173
- 2016 PH173
- 2016 PJ173
- 2016 PK173
- 2016 PL173
- 2016 PN173
- 2016 PO173
- 2016 PP173
- 2016 PQ173
- 2016 PR173
- 2016 PS173
- 2016 PT173
- 2016 PU173
- 2016 PA174
- 2016 PC174
- 2016 PG174
- 2016 PH174
- 2016 PK174
- 2016 PL174
- 2016 PM174
- 2016 PO174
- 2016 PP174
- 2016 PR174
- 2016 PS174
- 2016 PV174
- 2016 PW174
- 2016 PX174
- 2016 PZ174
- 2016 PA175
- 2016 PB175
- 2016 PC175
- 2016 PD175
- 2016 PE175
- 2016 PF175
- 2016 PG175
- 2016 PH175
- 2016 PJ175
- 2016 PK175
- 2016 PL175
- 2016 PM175
- 2016 PN175
- 2016 PO175
- 2016 PP175
- 2016 PQ175
- 2016 PR175
- 2016 PU175
- 2016 PW175
- 2016 PX175
- 2016 PA176
- 2016 PE176
- 2016 PF176
- 2016 PG176
- 2016 PH176
- 2016 PJ176
- 2016 PK176
- 2016 PL176
- 2016 PM176
- 2016 PN176
- 2016 PO176
- 2016 PP176
- 2016 PQ176
- 2016 PR176
- 2016 PS176
- 2016 PT176
- 2016 PU176
- 2016 PV176
- 2016 PX176
- 2016 PY176
- 2016 PZ176
- 2016 PA177
- 2016 PB177
- 2016 PC177
- 2016 PD177
- 2016 PE177
- 2016 PF177
- 2016 PG177
- 2016 PH177
- 2016 PJ177
- 2016 PK177
- 2016 PL177
- 2016 PN177
- 2016 PO177
- 2016 PP177
- 2016 PQ177
- 2016 PS177
- 2016 PT177
- 2016 PW177
- 2016 PX177
- 2016 PY177
- 2016 PA178
- 2016 PB178
- 2016 PC178
- 2016 PE178
- 2016 PF178
- 2016 PG178
- 2016 PJ178
- 2016 PK178
- 2016 PL178
- 2016 PM178
- 2016 PN178
- 2016 PO178
- 2016 PP178
- 2016 PQ178
- 2016 PR178
- 2016 PS178
- 2016 PT178
- 2016 PU178
- 2016 PV178
- 2016 PW178
- 2016 PX178
- 2016 PY178
- 2016 PZ178
- 2016 PA179
- 2016 PB179
- 2016 PD179
- 2016 PE179
- 2016 PG179
- 2016 PH179
- 2016 PJ179
- 2016 PK179
- 2016 PL179
- 2016 PM179
- 2016 PN179
- 2016 PO179
- 2016 PP179
- 2016 PR179
- 2016 PT179
- 2016 PU179
- 2016 PW179
- 2016 PX179
- 2016 PY179
- 2016 PZ179
- 2016 PB180
- 2016 PC180
- 2016 PD180
- 2016 PF180
- 2016 PG180
- 2016 PH180
- 2016 PK180
- 2016 PL180
- 2016 PM180
- 2016 PN180
- 2016 PO180
- 2016 PP180
- 2016 PQ180
- 2016 PR180
- 2016 PS180
- 2016 PT180
- 2016 PU180
- 2016 PW180
- 2016 PX180
- 2016 PZ180
- 2016 PB181
- 2016 PC181
- 2016 PD181
- 2016 PE181
- 2016 PF181
- 2016 PG181
- 2016 PH181
- 2016 PJ181
- 2016 PK181
- 2016 PL181
- 2016 PM181
- 2016 PN181
- 2016 PO181
- 2016 PP181
- 2016 PQ181
- 2016 PR181
- 2016 PS181
- 2016 PT181
- 2016 PV181
- 2016 PX181
- 2016 PY181
- 2016 PZ181
- 2016 PA182
- 2016 PB182
- 2016 PC182
- 2016 PD182
- 2016 PF182
- 2016 PG182
- 2016 PH182
- 2016 PK182
- 2016 PL182
- 2016 PM182
- 2016 PN182
- 2016 PO182
- 2016 PP182
- 2016 PQ182
- 2016 PR182
- 2016 PS182
- 2016 PU182
- 2016 PV182
- 2016 PW182
- 2016 PX182
- 2016 PY182
- 2016 PZ182
- 2016 PA183
- 2016 PC183
- 2016 PD183
- 2016 PE183
- 2016 PG183
- 2016 PH183
- 2016 PJ183
- 2016 PK183
- 2016 PL183
- 2016 PM183
- 2016 PN183
- 2016 PO183
- 2016 PP183
- 2016 PQ183
- 2016 PR183
- 2016 PS183
- 2016 PT183
- 2016 PU183
- 2016 PV183
- 2016 PW183
- 2016 PY183
- 2016 PZ183
- 2016 PA184
- 2016 PB184
- 2016 PD184
- 2016 PE184
- 2016 PF184
- 2016 PH184
- 2016 PJ184
- 2016 PK184
- 2016 PL184
- 2016 PN184
- 2016 PO184
- 2016 PR184
- 2016 PT184
- 2016 PV184
- 2016 PW184
- 2016 PX184
- 2016 PZ184
- 2016 PA185
- 2016 PB185
- 2016 PC185
- 2016 PD185
- 2016 PE185
- 2016 PG185
- 2016 PJ185
- 2016 PK185
- 2016 PN185
- 2016 PO185
- 2016 PP185
- 2016 PQ185
- 2016 PR185
- 2016 PS185
- 2016 PT185
- 2016 PU185
- 2016 PW185
- 2016 PX185
- 2016 PY185
- 2016 PZ185
- 2016 PA186
- 2016 PB186
- 2016 PC186
- 2016 PD186
- 2016 PF186
- 2016 PG186
- 2016 PH186
- 2016 PJ186
- 2016 PL186
- 2016 PM186
- 2016 PN186
- 2016 PP186
- 2016 PQ186
- 2016 PR186
- 2016 PS186
- 2016 PT186
- 2016 PU186
- 2016 PV186
- 2016 PW186
- 2016 PX186
- 2016 PY186
- 2016 PZ186
- 2016 PA187
- 2016 PD187
- 2016 PE187
- 2016 PF187
- 2016 PG187
- 2016 PH187
- 2016 PJ187
- 2016 PK187
- 2016 PL187
- 2016 PM187
- 2016 PN187
- 2016 PO187
- 2016 PP187
- 2016 PQ187
- 2016 PR187
- 2016 PS187
- 2016 PT187
- 2016 PU187
- 2016 PV187
- 2016 PW187
- 2016 PX187
- 2016 PY187
- 2016 PZ187
- 2016 PA188
- 2016 PB188
- 2016 PD188
- 2016 PE188
- 2016 PF188
- 2016 PH188
- 2016 PJ188
- 2016 PK188
- 2016 PL188
- 2016 PN188
- 2016 PO188
- 2016 PP188
- 2016 PQ188
- 2016 PR188
- 2016 PS188
- 2016 PT188
- 2016 PW188
- 2016 PX188
- 2016 PY188
- 2016 PZ188
- 2016 PA189
- 2016 PB189
- 2016 PC189
- 2016 PD189
- 2016 PF189
- 2016 PG189
- 2016 PH189
- 2016 PK189
- 2016 PM189
- 2016 PP189
- 2016 PR189
- 2016 PS189
- 2016 PU189
- 2016 PV189
- 2016 PW189
- 2016 PX189
- 2016 PZ189
- 2016 PC190
- 2016 PD190
- 2016 PG190
- 2016 PH190
- 2016 PJ190
- 2016 PK190
- 2016 PL190
- 2016 PM190
- 2016 PN190
- 2016 PP190
- 2016 PQ190
- 2016 PR190
- 2016 PS190
- 2016 PT190
- 2016 PU190
- 2016 PW190
- 2016 PY190
- 2016 PZ190
- 2016 PB191
- 2016 PC191
- 2016 PE191
- 2016 PF191
- 2016 PH191
- 2016 PK191
- 2016 PL191
- 2016 PM191
- 2016 PN191
- 2016 PO191
- 2016 PP191
- 2016 PQ191
- 2016 PR191
- 2016 PS191
- 2016 PT191
- 2016 PU191
- 2016 PW191
- 2016 PX191
- 2016 PY191
- 2016 PZ191
- 2016 PA192
- 2016 PB192
- 2016 PC192
- 2016 PD192
- 2016 PE192
- 2016 PF192
- 2016 PG192
- 2016 PH192
- 2016 PJ192
- 2016 PK192
- 2016 PL192
- 2016 PM192
- 2016 PN192
- 2016 PO192
- 2016 PP192
- 2016 PQ192
- 2016 PR192
- 2016 PS192
- 2016 PT192
- 2016 PU192
- 2016 PV192
- 2016 PX192
- 2016 PY192
- 2016 PZ192
- 2016 PB193
- 2016 PD193
- 2016 PE193
- 2016 PF193
- 2016 PG193
- 2016 PH193
- 2016 PJ193
- 2016 PK193
- 2016 PL193
- 2016 PM193
- 2016 PN193
- 2016 PO193
- 2016 PP193
- 2016 PQ193
- 2016 PR193
- 2016 PS193
- 2016 PU193
- 2016 PV193
- 2016 PW193
- 2016 PX193
- 2016 PY193
- 2016 PZ193
- 2016 PA194
- 2016 PB194
- 2016 PC194
- 2016 PD194
- 2016 PE194
- 2016 PG194
- 2016 PJ194
- 2016 PK194
- 2016 PM194
- 2016 PN194
- 2016 PO194
- 2016 PP194
- 2016 PQ194
- 2016 PR194
- 2016 PS194
- 2016 PU194
- 2016 PV194
- 2016 PW194
- 2016 PX194
- 2016 PY194
- 2016 PZ194
- 2016 PB195
- 2016 PD195
- 2016 PE195
- 2016 PF195
- 2016 PG195
- 2016 PH195
- 2016 PJ195
- 2016 PK195
- 2016 PL195
- 2016 PM195
- 2016 PN195
- 2016 PO195
- 2016 PP195
- 2016 PQ195
- 2016 PR195
- 2016 PS195
- 2016 PT195
- 2016 PU195
- 2016 PV195
- 2016 PW195
- 2016 PY195
- 2016 PZ195
- 2016 PA196
- 2016 PB196
- 2016 PC196
- 2016 PD196
- 2016 PF196
- 2016 PG196
- 2016 PJ196
- 2016 PK196
- 2016 PL196
- 2016 PM196
- 2016 PP196
- 2016 PQ196
- 2016 PR196
- 2016 PT196
- 2016 PU196
- 2016 PV196
- 2016 PW196
- 2016 PY196
- 2016 PC197
- 2016 PD197
- 2016 PE197
- 2016 PG197
- 2016 PH197
- 2016 PJ197
- 2016 PL197
- 2016 PM197
- 2016 PN197
- 2016 PO197
- 2016 PP197
- 2016 PQ197
- 2016 PR197
- 2016 PS197
- 2016 PT197
- 2016 PU197
- 2016 PV197
- 2016 PW197
- 2016 PX197
- 2016 PY197
- 2016 PZ197
- 2016 PA198
- 2016 PB198
- 2016 PC198
- 2016 PD198
- 2016 PE198
- 2016 PF198
- 2016 PG198
- 2016 PH198
- 2016 PJ198
- 2016 PK198
- 2016 PL198
- 2016 PM198
- 2016 PN198
- 2016 PO198
- 2016 PP198
- 2016 PQ198
- 2016 PR198
- 2016 PS198
- 2016 PT198
- 2016 PU198
- 2016 PV198
- 2016 PW198
- 2016 PX198
- 2016 PY198
- 2016 PZ198
- 2016 PA199
- 2016 PB199
- 2016 PC199
- 2016 PD199
- 2016 PE199
- 2016 PF199
- 2016 PG199
- 2016 PH199
- 2016 PJ199
- 2016 PK199
- 2016 PL199
- 2016 PM199
- 2016 PN199
- 2016 PO199
- 2016 PP199
- 2016 PQ199
- 2016 PR199
- 2016 PS199
- 2016 PT199
- 2016 PU199
- 2016 PV199
- 2016 PW199
- 2016 PX199
- 2016 PY199
- 2016 PZ199
- 2016 PA200
- 2016 PC200
- 2016 PD200
- 2016 PE200
- 2016 PF200
- 2016 PH200
- 2016 PJ200
- 2016 PK200
- 2016 PL200
- 2016 PM200
- 2016 PN200
- 2016 PO200
- 2016 PP200
- 2016 PQ200
- 2016 PR200
- 2016 PS200
- 2016 PT200
- 2016 PV200
- 2016 PW200
- 2016 PX200
- 2016 PY200
- 2016 PZ200
- 2016 PA201
- 2016 PB201
- 2016 PC201
- 2016 PD201
- 2016 PE201
- 2016 PF201
- 2016 PG201
- 2016 PH201
- 2016 PK201
- 2016 PL201
- 2016 PM201
- 2016 PN201
- 2016 PO201
- 2016 PP201
- 2016 PQ201
- 2016 PS201
- 2016 PT201
- 2016 PU201
- 2016 PV201
- 2016 PW201
- 2016 PX201
- 2016 PY201
- 2016 PZ201
- 2016 PA202
- 2016 PB202
- 2016 PC202
- 2016 PD202
- 2016 PE202
- 2016 PF202
- 2016 PG202
- 2016 PJ202
- 2016 PL202
- 2016 PM202
- 2016 PN202
- 2016 PO202
- 2016 PP202
- 2016 PS202
- 2016 PT202
- 2016 PW202
- 2016 PX202
- 2016 PY202
- 2016 PZ202
- 2016 PA203
- 2016 PC203
- 2016 PD203
- 2016 PE203
- 2016 PF203
- 2016 PG203
- 2016 PH203
- 2016 PJ203
- 2016 PK203
- 2016 PL203
- 2016 PM203
- 2016 PN203
- 2016 PO203
- 2016 PP203
- 2016 PQ203
- 2016 PR203
- 2016 PT203
- 2016 PU203
- 2016 PV203
- 2016 PW203
- 2016 PX203
- 2016 PY203
- 2016 PA204
- 2016 PB204
- 2016 PC204
- 2016 PD204
- 2016 PG204
- 2016 PH204
- 2016 PJ204
- 2016 PK204
- 2016 PL204
- 2016 PN204
- 2016 PO204
- 2016 PP204
- 2016 PQ204
- 2016 PR204
- 2016 PS204
- 2016 PT204
- 2016 PU204
- 2016 PV204
- 2016 PW204
- 2016 PY204
- 2016 PZ204
- 2016 PA205
- 2016 PB205
- 2016 PC205
- 2016 PD205
- 2016 PE205
- 2016 PG205
- 2016 PH205
- 2016 PJ205
- 2016 PK205
- 2016 PN205
- 2016 PO205
- 2016 PP205
- 2016 PQ205
- 2016 PR205
- 2016 PS205
- 2016 PT205
- 2016 PU205
- 2016 PV205
- 2016 PW205
- 2016 PX205
- 2016 PY205
- 2016 PA206
- 2016 PB206
- 2016 PD206
- 2016 PE206
- 2016 PG206
- 2016 PK206
- 2016 PL206
- 2016 PM206
- 2016 PN206
- 2016 PO206
- 2016 PP206
- 2016 PQ206
- 2016 PS206
- 2016 PU206
- 2016 PV206
- 2016 PW206
- 2016 PX206
- 2016 PZ206
- 2016 PA207
- 2016 PB207
- 2016 PC207
- 2016 PD207
- 2016 PE207
- 2016 PF207
- 2016 PK207
- 2016 PL207
- 2016 PM207
- 2016 PN207
- 2016 PP207
- 2016 PQ207
- 2016 PR207
- 2016 PT207
- 2016 PV207
- 2016 PW207
- 2016 PX207
- 2016 PY207
- 2016 PB208
- 2016 PC208
- 2016 PE208
- 2016 PG208
- 2016 PH208
- 2016 PM208
- 2016 PO208
- 2016 PP208
- 2016 PQ208
- 2016 PR208
- 2016 PS208
- 2016 PT208
- 2016 PU208
- 2016 PV208
- 2016 PX208
- 2016 PY208
- 2016 PZ208
- 2016 PA209
- 2016 PD209
- 2016 PE209
- 2016 PF209
- 2016 PG209
- 2016 PJ209
- 2016 PK209
- 2016 PL209
- 2016 PM209
- 2016 PO209
- 2016 PQ209
- 2016 PR209
- 2016 PS209
- 2016 PU209
- 2016 PV209
- 2016 PW209
- 2016 PA210
- 2016 PC210
- 2016 PD210
- 2016 PE210
- 2016 PF210
- 2016 PG210
- 2016 PH210
- 2016 PJ210
- 2016 PK210
- 2016 PM210
- 2016 PN210
- 2016 PO210
- 2016 PP210
- 2016 PQ210
- 2016 PR210
- 2016 PU210
- 2016 PV210
- 2016 PW210
- 2016 PY210
- 2016 PZ210
- 2016 PA211
- 2016 PB211
- 2016 PC211
- 2016 PF211
- 2016 PG211
- 2016 PH211
- 2016 PJ211
- 2016 PK211
- 2016 PL211
- 2016 PM211
- 2016 PO211
- 2016 PP211
- 2016 PQ211
- 2016 PR211
- 2016 PS211
- 2016 PW211
- 2016 PX211
- 2016 PY211
- 2016 PZ211
- 2016 PA212
- 2016 PC212
- 2016 PD212
- 2016 PF212
- 2016 PG212
- 2016 PH212
- 2016 PJ212
- 2016 PL212
- 2016 PM212
- 2016 PQ212
- 2016 PS212
- 2016 PT212
- 2016 PU212
- 2016 PV212
- 2016 PW212
- 2016 PX212
- 2016 PY212
- 2016 PB213
- 2016 PC213
- 2016 PD213
- 2016 PE213
- 2016 PJ213
- 2016 PK213
- 2016 PL213
- 2016 PM213
- 2016 PN213
- 2016 PO213
- 2016 PQ213
- 2016 PR213
- 2016 PS213
- 2016 PT213
- 2016 PU213
- 2016 PV213
- 2016 PW213
- 2016 PX213
- 2016 PY213
- 2016 PZ213
- 2016 PB214
- 2016 PC214
- 2016 PD214
- 2016 PF214
- 2016 PG214
- 2016 PH214
- 2016 PJ214
- 2016 PK214
- 2016 PL214
- 2016 PM214
- 2016 PO214
- 2016 PP214
- 2016 PQ214
- 2016 PR214
- 2016 PS214
- 2016 PT214
- 2016 PU214
- 2016 PV214
- 2016 PW214
- 2016 PX214
- 2016 PY214
- 2016 PZ214
- 2016 PA215
- 2016 PB215
- 2016 PC215
- 2016 PD215
- 2016 PE215
- 2016 PF215
- 2016 PG215
- 2016 PH215
- 2016 PJ215
- 2016 PK215
- 2016 PL215
- 2016 PM215
- 2016 PN215
- 2016 PO215
- 2016 PP215
- 2016 PQ215
- 2016 PR215
- 2016 PS215
- 2016 PT215
- 2016 PU215
- 2016 PV215
- 2016 PW215
- 2016 PX215
- 2016 PY215
- 2016 PZ215
- 2016 PA216
- 2016 PB216
- 2016 PC216
- 2016 PD216
- 2016 PE216
- 2016 PF216
- 2016 PG216
- 2016 PH216
- 2016 PJ216
- 2016 PK216
- 2016 PL216
- 2016 PM216
- 2016 PN216
- 2016 PO216
- 2016 PQ216
- 2016 PT216
- 2016 PU216
- 2016 PV216
- 2016 PC217
- 2016 PD217
- 2016 PF217
- 2016 PG217
- 2016 PH217
- 2016 PJ217
- 2016 PK217
- 2016 PL217
- 2016 PM217
- 2016 PN217
- 2016 PO217
- 2016 PP217
- 2016 PQ217
- 2016 PR217
- 2016 PS217
- 2016 PT217
- 2016 PW217
- 2016 PX217
- 2016 PY217
- 2016 PZ217
- 2016 PA218
- 2016 PC218
- 2016 PD218
- 2016 PE218
- 2016 PG218
- 2016 PH218
- 2016 PJ218
- 2016 PK218
- 2016 PL218
- 2016 PN218
- 2016 PO218
- 2016 PP218
- 2016 PQ218
- 2016 PR218
- 2016 PS218
- 2016 PT218
- 2016 PU218
- 2016 PV218
- 2016 PW218
- 2016 PX218
- 2016 PZ218
- 2016 PA219
- 2016 PB219
- 2016 PC219
- 2016 PD219
- 2016 PE219
- 2016 PF219
- 2016 PG219
- 2016 PH219
- 2016 PJ219
- 2016 PK219
- 2016 PL219
- 2016 PN219
- 2016 PO219
- 2016 PQ219
- 2016 PS219
- 2016 PT219
- 2016 PU219
- 2016 PV219
- 2016 PW219
- 2016 PX219
- 2016 PY219
- 2016 PZ219
- 2016 PA220
- 2016 PB220
- 2016 PC220
- 2016 PD220
- 2016 PE220
- 2016 PF220
- 2016 PG220
- 2016 PK220
- 2016 PL220
- 2016 PM220
- 2016 PN220
- 2016 PO220
- 2016 PP220
- 2016 PQ220
- 2016 PR220
- 2016 PS220
- 2016 PT220
- 2016 PU220
- 2016 PV220
- 2016 PW220
- 2016 PX220
- 2016 PY220
- 2016 PZ220
- 2016 PA221
- 2016 PC221
- 2016 PD221
- 2016 PE221
- 2016 PF221
- 2016 PG221
- 2016 PH221
- 2016 PJ221
- 2016 PM221
- 2016 PN221
- 2016 PO221
- 2016 PP221
- 2016 PQ221
- 2016 PR221
- 2016 PS221
- 2016 PT221
- 2016 PU221
- 2016 PV221
- 2016 PX221
- 2016 PY221
- 2016 PZ221
- 2016 PA222
- 2016 PB222
- 2016 PC222
- 2016 PD222
- 2016 PE222
- 2016 PF222
- 2016 PG222
- 2016 PH222
- 2016 PJ222
- 2016 PK222
- 2016 PL222
- 2016 PM222
- 2016 PN222
- 2016 PO222
- 2016 PP222
- 2016 PQ222
- 2016 PR222
- 2016 PS222
- 2016 PT222
- 2016 PX222
- 2016 PY222
- 2016 PZ222
- 2016 PA223
- 2016 PB223
- 2016 PC223
- 2016 PD223
- 2016 PE223
- 2016 PF223
- 2016 PG223
- 2016 PH223
- 2016 PJ223
- 2016 PM223
- 2016 PP223
- 2016 PQ223
- 2016 PR223
- 2016 PS223
- 2016 PT223
- 2016 PU223
- 2016 PV223
- 2016 PW223
- 2016 PX223
- 2016 PY223
- 2016 PZ223
- 2016 PA224
- 2016 PB224
- 2016 PC224
- 2016 PD224
- 2016 PE224
- 2016 PG224
- 2016 PH224
- 2016 PL224
- 2016 PM224
- 2016 PN224
- 2016 PO224
- 2016 PP224
- 2016 PQ224
- 2016 PR224
- 2016 PU224
- 2016 PV224
- 2016 PW224
- 2016 PX224
- 2016 PY224
- 2016 PA225
- 2016 PB225
- 2016 PC225
- 2016 PD225
- 2016 PE225
- 2016 PF225
- 2016 PG225
- 2016 PJ225
- 2016 PK225
- 2016 PL225
- 2016 PM225
- 2016 PN225
- 2016 PO225
- 2016 PP225
- 2016 PQ225
- 2016 PS225
- 2016 PU225
- 2016 PV225
- 2016 PZ225
- 2016 PB226
- 2016 PC226
- 2016 PD226
- 2016 PF226
- 2016 PG226
- 2016 PH226
- 2016 PJ226
- 2016 PK226
- 2016 PL226
- 2016 PM226
- 2016 PN226
- 2016 PO226
- 2016 PP226
- 2016 PQ226
- 2016 PR226
- 2016 PS226
- 2016 PT226
- 2016 PW226
- 2016 PX226
- 2016 PY226
- 2016 PZ226
- 2016 PA227
- 2016 PC227
- 2016 PD227
- 2016 PE227
- 2016 PF227
- 2016 PG227
- 2016 PH227
- 2016 PL227
- 2016 PM227
- 2016 PN227
- 2016 PO227
- 2016 PQ227
- 2016 PR227
- 2016 PS227
- 2016 PT227
- 2016 PU227
- 2016 PV227
- 2016 PW227
- 2016 PX227
- 2016 PZ227
- 2016 PA228
- 2016 PC228
- 2016 PD228
- 2016 PG228
- 2016 PH228
- 2016 PJ228
- 2016 PL228
- 2016 PN228
- 2016 PO228
- 2016 PP228
- 2016 PQ228
- 2016 PS228
- 2016 PU228
- 2016 PV228
- 2016 PW228
- 2016 PX228
- 2016 PY228
- 2016 PZ228
- 2016 PA229
- 2016 PB229
- 2016 PC229
- 2016 PD229
- 2016 PE229
- 2016 PF229
- 2016 PH229
- 2016 PL229
- 2016 PM229
- 2016 PN229
- 2016 PO229
- 2016 PP229
- 2016 PR229
- 2016 PS229
- 2016 PT229
- 2016 PU229
- 2016 PV229
- 2016 PW229
- 2016 PX229
- 2016 PY229
- 2016 PZ229
- 2016 PA230
- 2016 PB230
- 2016 PD230
- 2016 PF230
- 2016 PG230
- 2016 PH230
- 2016 PJ230
- 2016 PK230
- 2016 PL230
- 2016 PM230
- 2016 PN230
- 2016 PP230
- 2016 PQ230
- 2016 PR230
- 2016 PS230
- 2016 PT230
- 2016 PU230
- 2016 PV230
- 2016 PW230
- 2016 PX230
- 2016 PY230
- 2016 PZ230
- 2016 PB231
- 2016 PD231
- 2016 PE231
- 2016 PF231
- 2016 PG231
- 2016 PH231
- 2016 PJ231
- 2016 PK231
- 2016 PL231
- 2016 PM231
- 2016 PO231
- 2016 PQ231
- 2016 PR231
- 2016 PS231
- 2016 PT231
- 2016 PU231
- 2016 PV231
- 2016 PY231
- 2016 PZ231
- 2016 PA232
- 2016 PB232
- 2016 PC232
- 2016 PD232
- 2016 PE232
- 2016 PF232
- 2016 PG232
- 2016 PH232
- 2016 PJ232
- 2016 PK232
- 2016 PL232
- 2016 PM232
- 2016 PN232
- 2016 PP232
- 2016 PQ232
- 2016 PR232
- 2016 PS232
- 2016 PT232
- 2016 PU232
- 2016 PV232
- 2016 PW232
- 2016 PX232
- 2016 PZ232
- 2016 PB233
- 2016 PC233
- 2016 PD233
- 2016 PE233
- 2016 PF233
- 2016 PG233
- 2016 PH233
- 2016 PJ233
- 2016 PK233
- 2016 PL233
- 2016 PM233
- 2016 PN233
- 2016 PO233
- 2016 PP233
- 2016 PQ233
- 2016 PR233
- 2016 PS233
- 2016 PT233
- 2016 PU233
- 2016 PV233
- 2016 PW233
- 2016 PX233
- 2016 PY233
- 2016 PZ233
- 2016 PA234
- 2016 PB234
- 2016 PC234
- 2016 PD234
- 2016 PE234
- 2016 PF234
- 2016 PG234
- 2016 PH234
- 2016 PJ234
- 2016 PK234
- 2016 PL234
- 2016 PM234
- 2016 PN234
- 2016 PO234
- 2016 PP234
- 2016 PQ234
- 2016 PR234
- 2016 PS234
- 2016 PT234
- 2016 PU234
- 2016 PV234
- 2016 PW234
- 2016 PX234
- 2016 PY234
- 2016 PZ234
- 2016 PA235
- 2016 PB235
- 2016 PC235
- 2016 PD235
- 2016 PF235
- 2016 PG235
- 2016 PH235
- 2016 PJ235
- 2016 PK235
- 2016 PL235
- 2016 PM235
- 2016 PN235
- 2016 PO235
- 2016 PP235
- 2016 PR235
- 2016 PS235
- 2016 PT235
- 2016 PU235
- 2016 PV235
- 2016 PX235
- 2016 PY235
- 2016 PZ235
- 2016 PB236
- 2016 PC236
- 2016 PE236
- 2016 PH236
- 2016 PJ236
- 2016 PK236
- 2016 PL236
- 2016 PM236
- 2016 PN236
- 2016 PO236
- 2016 PP236
- 2016 PQ236
- 2016 PR236
- 2016 PS236
- 2016 PT236
- 2016 PU236
- 2016 PV236
- 2016 PW236
- 2016 PX236
- 2016 PY236
- 2016 PZ236
- 2016 PA237
- 2016 PB237
- 2016 PD237
- 2016 PE237
- 2016 PG237
- 2016 PH237
- 2016 PJ237
- 2016 PK237
- 2016 PL237
- 2016 PM237
- 2016 PN237
- 2016 PP237
- 2016 PQ237
- 2016 PR237
- 2016 PS237
- 2016 PT237
- 2016 PU237
- 2016 PV237
- 2016 PW237
- 2016 PX237
- 2016 PY237
- 2016 PZ237
- 2016 PA238
- 2016 PB238
- 2016 PC238
- 2016 PE238
- 2016 PF238
- 2016 PG238
- 2016 PH238
- 2016 PJ238
- 2016 PK238
- 2016 PL238
- 2016 PM238
- 2016 PN238
- 2016 PO238
- 2016 PP238
- 2016 PQ238
- 2016 PR238
- 2016 PS238
- 2016 PT238
- 2016 PU238
- 2016 PV238
- 2016 PW238
- 2016 PX238
- 2016 PY238
- 2016 PZ238
- 2016 PA239
- 2016 PB239
- 2016 PC239
- 2016 PD239
- 2016 PE239
- 2016 PF239
- 2016 PG239
- 2016 PM239
- 2016 PO239
- 2016 PP239
- 2016 PQ239
- 2016 PR239
- 2016 PT239
- 2016 PV239
- 2016 PW239
- 2016 PX239
- 2016 PY239
- 2016 PA240
- 2016 PB240
- 2016 PC240
- 2016 PD240
- 2016 PE240
- 2016 PF240
- 2016 PG240
- 2016 PH240
- 2016 PJ240
- 2016 PK240
- 2016 PL240
- 2016 PM240
- 2016 PN240
- 2016 PO240
- 2016 PP240
- 2016 PQ240
- 2016 PR240
- 2016 PS240
- 2016 PT240
- 2016 PU240
- 2016 PV240
- 2016 PW240
- 2016 PX240
- 2016 PY240
- 2016 PZ240
- 2016 PA241
- 2016 PB241
- 2016 PC241
- 2016 PD241
- 2016 PE241
- 2016 PF241
- 2016 PH241
- 2016 PJ241
- 2016 PK241
- 2016 PL241
- 2016 PM241
- 2016 PN241
- 2016 PO241
- 2016 PP241
- 2016 PQ241
- 2016 PS241
- 2016 PT241
- 2016 PU241
- 2016 PV241
- 2016 PW241
- 2016 PY241
- 2016 PZ241
- 2016 PA242
- 2016 PB242
- 2016 PD242
- 2016 PE242
- 2016 PF242
- 2016 PG242
- 2016 PH242
- 2016 PJ242
- 2016 PK242
- 2016 PL242
- 2016 PM242
- 2016 PN242
- 2016 PO242
- 2016 PP242
- 2016 PQ242
- 2016 PS242
- 2016 PT242
- 2016 PU242
- 2016 PV242
- 2016 PW242
- 2016 PX242
- 2016 PY242
- 2016 PZ242
- 2016 PB243
- 2016 PC243
- 2016 PD243
- 2016 PE243
- 2016 PF243
- 2016 PH243
- 2016 PK243
- 2016 PL243
- 2016 PM243
- 2016 PO243
- 2016 PP243
- 2016 PQ243
- 2016 PR243
- 2016 PT243
- 2016 PV243
- 2016 PW243
- 2016 PX243
- 2016 PZ243
- 2016 PA244
- 2016 PB244
- 2016 PC244
- 2016 PD244
- 2016 PE244
- 2016 PF244
- 2016 PG244
- 2016 PH244
- 2016 PJ244
- 2016 PK244
- 2016 PL244
- 2016 PM244
- 2016 PN244
- 2016 PP244
- 2016 PQ244
- 2016 PR244
- 2016 PS244
- 2016 PT244
- 2016 PU244
- 2016 PV244
- 2016 PW244
- 2016 PX244
- 2016 PY244
- 2016 PZ244
- 2016 PA245
- 2016 PB245
- 2016 PC245
- 2016 PD245
- 2016 PF245
- 2016 PH245
- 2016 PJ245
- 2016 PK245
- 2016 PL245
- 2016 PM245
- 2016 PN245
- 2016 PO245
- 2016 PP245
- 2016 PR245
- 2016 PS245
- 2016 PT245
- 2016 PU245
- 2016 PV245
- 2016 PW245
- 2016 PZ245
- 2016 PA246
- 2016 PB246
- 2016 PC246
- 2016 PE246
- 2016 PF246
- 2016 PG246
- 2016 PJ246
- 2016 PK246
- 2016 PL246
- 2016 PM246
- 2016 PN246
- 2016 PO246
- 2016 PP246
- 2016 PQ246
- 2016 PR246
- 2016 PS246
- 2016 PT246
- 2016 PU246
- 2016 PV246
- 2016 PW246
- 2016 PX246
- 2016 PY246
- 2016 PZ246
- 2016 PA247
- 2016 PB247
- 2016 PC247
- 2016 PD247
- 2016 PE247
- 2016 PF247
- 2016 PG247
- 2016 PH247
- 2016 PJ247
- 2016 PK247
- 2016 PL247
- 2016 PM247
- 2016 PN247
- 2016 PO247
- 2016 PP247
- 2016 PQ247
- 2016 PT247
- 2016 PU247
- 2016 PV247
- 2016 PW247
- 2016 PX247
- 2016 PY247
- 2016 PZ247
- 2016 PA248
- 2016 PB248
- 2016 PC248
- 2016 PD248
- 2016 PE248
- 2016 PF248
- 2016 PG248
- 2016 PH248
- 2016 PJ248
- 2016 PK248
- 2016 PL248
- 2016 PM248
- 2016 PN248
- 2016 PO248
- 2016 PP248
- 2016 PQ248
- 2016 PR248
- 2016 PS248
- 2016 PT248
- 2016 PU248
- 2016 PW248
- 2016 PX248
- 2016 PY248
- 2016 PZ248
- 2016 PA249
- 2016 PB249
- 2016 PC249
- 2016 PD249
- 2016 PE249
- 2016 PF249
- 2016 PG249
- 2016 PH249
- 2016 PJ249
- 2016 PK249
- 2016 PL249
- 2016 PM249
- 2016 PN249
- 2016 PP249
- 2016 PR249
- 2016 PS249
- 2016 PT249
- 2016 PU249
- 2016 PV249
- 2016 PW249
- 2016 PX249
- 2016 PY249
- 2016 PZ249
- 2016 PA250
- 2016 PB250
- 2016 PC250
- 2016 PD250
- 2016 PE250
- 2016 PF250
- 2016 PG250
- 2016 PH250
- 2016 PJ250
- 2016 PK250
- 2016 PL250
- 2016 PM250
- 2016 PN250
- 2016 PO250
- 2016 PP250
- 2016 PQ250
- 2016 PR250
- 2016 PU250
- 2016 PV250
- 2016 PW250
- 2016 PX250
- 2016 PY250
- 2016 PZ250
- 2016 PA251
- 2016 PB251
- 2016 PC251
- 2016 PD251
- 2016 PE251
- 2016 PF251
- 2016 PG251
- 2016 PH251
- 2016 PJ251
- 2016 PK251
- 2016 PL251
- 2016 PM251
- 2016 PN251
- 2016 PO251
- 2016 PP251
- 2016 PQ251
- 2016 PR251
- 2016 PS251
- 2016 PT251
- 2016 PU251
- 2016 PV251
- 2016 PW251
- 2016 PX251
- 2016 PZ251
- 2016 PA252
- 2016 PB252
- 2016 PC252
- 2016 PD252
- 2016 PE252
- 2016 PG252
- 2016 PK252
- 2016 PL252
- 2016 PM252
- 2016 PN252
- 2016 PP252
- 2016 PQ252
- 2016 PR252
- 2016 PS252
- 2016 PT252
- 2016 PU252
- 2016 PV252
- 2016 PW252
- 2016 PX252
- 2016 PY252
- 2016 PZ252
- 2016 PA253
- 2016 PB253
- 2016 PC253
- 2016 PD253
- 2016 PE253
- 2016 PF253
- 2016 PG253
- 2016 PH253
- 2016 PJ253
- 2016 PK253
- 2016 PL253
- 2016 PM253
- 2016 PN253
- 2016 PO253
- 2016 PP253
- 2016 PQ253
- 2016 PR253
- 2016 PS253
- 2016 PT253
- 2016 PU253
- 2016 PV253
- 2016 PW253
- 2016 PX253
- 2016 PZ253
- 2016 PA254
- 2016 PB254
- 2016 PC254
- 2016 PD254
- 2016 PE254
- 2016 PF254
- 2016 PG254
- 2016 PH254
- 2016 PJ254
- 2016 PK254
- 2016 PL254
- 2016 PM254
- 2016 PN254
- 2016 PP254
- 2016 PQ254
- 2016 PR254
- 2016 PS254
- 2016 PT254
- 2016 PV254
- 2016 PW254
- 2016 PX254
- 2016 PY254
- 2016 PZ254
- 2016 PA255
- 2016 PB255
- 2016 PC255
- 2016 PD255
- 2016 PE255
- 2016 PF255
- 2016 PG255
- 2016 PJ255
- 2016 PK255
- 2016 PL255
- 2016 PM255
- 2016 PN255
- 2016 PO255
- 2016 PP255
- 2016 PS255
- 2016 PT255
- 2016 PU255
- 2016 PV255
- 2016 PW255
- 2016 PX255
- 2016 PY255
- 2016 PA256
- 2016 PB256
- 2016 PD256
- 2016 PE256
- 2016 PF256
- 2016 PG256
- 2016 PH256
- 2016 PJ256
- 2016 PK256
- 2016 PL256
- 2016 PM256
- 2016 PO256
- 2016 PP256
- 2016 PQ256
- 2016 PR256
- 2016 PS256
- 2016 PU256
- 2016 PV256
- 2016 PW256
- 2016 PX256
- 2016 PY256
- 2016 PA257
- 2016 PB257
- 2016 PC257
- 2016 PD257
- 2016 PF257
- 2016 PG257
- 2016 PH257
- 2016 PJ257
- 2016 PK257
- 2016 PM257
- 2016 PN257
- 2016 PO257
- 2016 PP257
- 2016 PQ257
- 2016 PR257
- 2016 PT257
- 2016 PU257
- 2016 PV257
- 2016 PW257
- 2016 PX257
- 2016 PZ257
- 2016 PB258
- 2016 PC258
- 2016 PE258
- 2016 PF258
- 2016 PG258
- 2016 PH258
- 2016 PJ258
- 2016 PK258
- 2016 PL258
- 2016 PN258
- 2016 PO258
- 2016 PP258
- 2016 PQ258
- 2016 PR258
- 2016 PS258
- 2016 PT258
- 2016 PU258
- 2016 PV258
- 2016 PW258
- 2016 PX258
- 2016 PY258
- 2016 PZ258
- 2016 PA259
- 2016 PB259
- 2016 PD259
- 2016 PF259
- 2016 PG259
- 2016 PH259
- 2016 PJ259
- 2016 PL259
- 2016 PM259
- 2016 PN259
- 2016 PP259
- 2016 PQ259
- 2016 PR259
- 2016 PS259
- 2016 PT259
- 2016 PU259
- 2016 PV259
- 2016 PX259
- 2016 PY259
- 2016 PZ259
- 2016 PA260
- 2016 PB260
- 2016 PD260
- 2016 PE260
- 2016 PG260
- 2016 PH260
- 2016 PJ260
- 2016 PK260
- 2016 PL260
- 2016 PM260
- 2016 PN260
- 2016 PO260
- 2016 PP260
- 2016 PQ260
- 2016 PS260
- 2016 PT260
- 2016 PU260
- 2016 PV260
- 2016 PX260
- 2016 PA261
- 2016 PB261
- 2016 PC261
- 2016 PE261
- 2016 PF261
- 2016 PG261
- 2016 PH261
- 2016 PL261
- 2016 PM261
- 2016 PN261
- 2016 PO261
- 2016 PQ261
- 2016 PR261
- 2016 PS261
- 2016 PU261
- 2016 PV261
- 2016 PW261
- 2016 PX261
- 2016 PY261
- 2016 PZ261
- 2016 PB262
- 2016 PD262
- 2016 PE262
- 2016 PF262
- 2016 PG262
- 2016 PJ262
- 2016 PM262
- 2016 PN262
- 2016 PO262
- 2016 PP262
- 2016 PS262
- 2016 PT262
- 2016 PU262
- 2016 PV262
- 2016 PW262
- 2016 PX262
- 2016 PC263
- 2016 PD263
- 2016 PE263
- 2016 PF263
- 2016 PG263
- 2016 PH263
- 2016 PJ263
- 2016 PL263
- 2016 PM263
- 2016 PO263
- 2016 PP263
- 2016 PQ263
- 2016 PR263
- 2016 PT263
- 2016 PU263
- 2016 PV263
- 2016 PW263
- 2016 PX263
- 2016 PY263
- 2016 PZ263
- 2016 PA264
- 2016 PB264
- 2016 PC264
- 2016 PD264
- 2016 PE264
- 2016 PF264
- 2016 PG264
- 2016 PJ264
- 2016 PK264
- 2016 PL264
- 2016 PM264
- 2016 PN264
- 2016 PO264
- 2016 PR264
- 2016 PT264
- 2016 PU264
- 2016 PV264
- 2016 PX264
- 2016 PY264
- 2016 PZ264
- 2016 PA265
- 2016 PC265
- 2016 PD265
- 2016 PE265
- 2016 PF265
- 2016 PH265
- 2016 PJ265
- 2016 PK265
- 2016 PL265
- 2016 PM265
- 2016 PP265
- 2016 PQ265
- 2016 PR265
- 2016 PS265
- 2016 PT265
- 2016 PU265
- 2016 PV265
- 2016 PW265
- 2016 PY265
- 2016 PZ265
- 2016 PA266
- 2016 PB266
- 2016 PC266
- 2016 PD266
- 2016 PE266
- 2016 PF266
- 2016 PG266
- 2016 PH266
- 2016 PK266
- 2016 PL266
- 2016 PM266
- 2016 PN266
- 2016 PO266
- 2016 PP266
- 2016 PQ266
- 2016 PS266
- 2016 PT266
- 2016 PU266
- 2016 PV266
- 2016 PW266
- 2016 PY266
- 2016 PZ266
- 2016 PA267
- 2016 PB267
- 2016 PC267
- 2016 PD267
- 2016 PE267
- 2016 PF267
- 2016 PH267
- 2016 PJ267
- 2016 PK267
- 2016 PL267
- 2016 PM267
- 2016 PN267
- 2016 PO267
- 2016 PP267
- 2016 PQ267
- 2016 PR267
- 2016 PS267
- 2016 PT267
- 2016 PU267
- 2016 PV267
- 2016 PW267
- 2016 PX267
- 2016 PY267
- 2016 PZ267
- 2016 PA268
- 2016 PB268
- 2016 PC268
- 2016 PD268
- 2016 PE268
- 2016 PF268
- 2016 PG268
- 2016 PH268
- 2016 PJ268
- 2016 PK268
- 2016 PL268
- 2016 PN268
- 2016 PO268
- 2016 PP268
- 2016 PQ268
- 2016 PR268
- 2016 PS268
- 2016 PV268
- 2016 PX268
- 2016 PY268
- 2016 PZ268
- 2016 PA269
- 2016 PB269
- 2016 PC269
- 2016 PD269
- 2016 PE269
- 2016 PF269
- 2016 PG269
- 2016 PH269
- 2016 PJ269
- 2016 PK269
- 2016 PL269
- 2016 PO269
- 2016 PP269
- 2016 PQ269
- 2016 PR269
- 2016 PS269
- 2016 PT269
- 2016 PU269
- 2016 PV269
- 2016 PW269
- 2016 PX269
- 2016 PY269
- 2016 PA270
- 2016 PB270
- 2016 PC270
- 2016 PD270
- 2016 PE270
- 2016 PG270
- 2016 PH270
- 2016 PJ270
- 2016 PK270
- 2016 PL270
- 2016 PM270
- 2016 PN270
- 2016 PO270
- 2016 PP270
- 2016 PQ270
- 2016 PR270
- 2016 PS270
- 2016 PT270
- 2016 PU270
- 2016 PW270
- 2016 PX270
- 2016 PY270
- 2016 PZ270
- 2016 PA271
- 2016 PB271
- 2016 PC271
- 2016 PD271
- 2016 PF271
- 2016 PG271
- 2016 PH271
- 2016 PJ271
- 2016 PL271
- 2016 PM271
- 2016 PN271
- 2016 PO271
- 2016 PP271
- 2016 PQ271
- 2016 PR271
- 2016 PS271
- 2016 PU271
- 2016 PW271
- 2016 PX271
- 2016 PY271
- 2016 PZ271
- 2016 PA272
- 2016 PB272
- 2016 PD272
- 2016 PE272
- 2016 PF272
- 2016 PG272
- 2016 PH272
- 2016 PJ272
- 2016 PK272
- 2016 PM272
- 2016 PN272
- 2016 PO272
- 2016 PP272
- 2016 PQ272
- 2016 PR272
- 2016 PT272
- 2016 PU272
- 2016 PV272
- 2016 PW272
- 2016 PX272
- 2016 PY272
- 2016 PZ272
- 2016 PA273
- 2016 PB273
- 2016 PC273
- 2016 PD273
- 2016 PE273
- 2016 PF273
- 2016 PG273
- 2016 PH273
- 2016 PJ273
- 2016 PK273
- 2016 PL273
- 2016 PM273
- 2016 PN273
- 2016 PO273
- 2016 PP273
- 2016 PQ273
- 2016 PS273
- 2016 PT273
- 2016 PU273
- 2016 PV273
- 2016 PW273
- 2016 PX273
- 2016 PY273
- 2016 PZ273
- 2016 PA274
- 2016 PB274
- 2016 PC274
- 2016 PE274
- 2016 PF274
- 2016 PG274
- 2016 PH274
- 2016 PJ274
- 2016 PK274
- 2016 PL274
- 2016 PM274
- 2016 PN274
- 2016 PO274
- 2016 PP274
- 2016 PQ274
- 2016 PR274
- 2016 PS274
- 2016 PT274
- 2016 PU274
- 2016 PV274
- 2016 PW274
- 2016 PX274
- 2016 PY274
- 2016 PZ274
- 2016 PA275
- 2016 PB275
- 2016 PC275
- 2016 PD275
- 2016 PE275
- 2016 PF275
- 2016 PG275
- 2016 PH275
- 2016 PJ275
- 2016 PK275
- 2016 PL275
- 2016 PM275
- 2016 PN275
- 2016 PO275
- 2016 PP275
- 2016 PQ275
- 2016 PR275
- 2016 PS275
- 2016 PT275
- 2016 PU275
- 2016 PV275
- 2016 PW275
- 2016 PX275
- 2016 PY275
- 2016 PZ275
- 2016 PA276
- 2016 PB276
- 2016 PC276
- 2016 PD276
- 2016 PE276
- 2016 PF276
- 2016 PG276
- 2016 PH276
- 2016 PJ276
- 2016 PK276
- 2016 PL276
- 2016 PM276
- 2016 PN276
- 2016 PO276
- 2016 PP276
- 2016 PQ276
- 2016 PR276
- 2016 PS276
- 2016 PT276
- 2016 PU276
- 2016 PV276
- 2016 PW276
- 2016 PX276
- 2016 PY276
- 2016 PZ276
- 2016 PA277
- 2016 PB277
- 2016 PC277
- 2016 PD277
- 2016 PE277
- 2016 PF277
- 2016 PG277
- 2016 PH277
- 2016 PJ277
- 2016 PK277
- 2016 PL277
- 2016 PM277
- 2016 PN277
- 2016 PO277
- 2016 PP277
- 2016 PQ277
- 2016 PR277
- 2016 PS277
- 2016 PT277
- 2016 PU277
- 2016 PV277
- 2016 PW277
- 2016 PX277
- 2016 PY277
- 2016 PZ277
- 2016 PA278
- 2016 PB278
- 2016 PC278
- 2016 PD278
- 2016 PE278
- 2016 PF278
- 2016 PG278
- 2016 PH278
- 2016 PJ278
- 2016 PK278
- 2016 PL278
- 2016 PM278
- 2016 PN278
- 2016 PO278
- 2016 PP278
- 2016 PQ278
- 2016 PR278
- 2016 PS278
- 2016 PT278
- 2016 PU278
- 2016 PV278
- 2016 PW278
- 2016 PX278
- 2016 PY278
- 2016 PZ278
- 2016 PA279
- 2016 PB279
- 2016 PC279
- 2016 PD279
- 2016 PE279
- 2016 PF279
- 2016 PG279
- 2016 PH279
- 2016 PJ279
- 2016 PK279
- 2016 PL279
- 2016 PM279
- 2016 PN279
- 2016 PO279
- 2016 PP279
- 2016 PQ279
- 2016 PR279
- 2016 PS279
- 2016 PT279
- 2016 PU279
- 2016 PV279
- 2016 PW279
- 2016 PX279
- 2016 PY279
- 2016 PZ279
- 2016 PA280
- 2016 PB280
- 2016 PC280
- 2016 PD280
- 2016 PE280
- 2016 PF280
- 2016 PG280
- 2016 PH280
- 2016 PJ280
- 2016 PK280
- 2016 PL280
- 2016 PM280
- 2016 PN280
- 2016 PO280
- 2016 PP280
- 2016 PQ280
- 2016 PR280
- 2016 PS280
- 2016 PT280
- 2016 PU280
- 2016 PV280
- 2016 PW280
- 2016 PX280
- 2016 PY280
- 2016 PZ280
- 2016 PA281
- 2016 PB281
- 2016 PC281
- 2016 PD281
- 2016 PE281
- 2016 PF281
- 2016 PG281
- 2016 PH281
- 2016 PJ281
- 2016 PK281
- 2016 PL281
- 2016 PM281
- 2016 PN281
- 2016 PO281
- 2016 PP281
- 2016 PQ281
- 2016 PR281
- 2016 PS281
- 2016 PT281
- 2016 PU281
- 2016 PV281
- 2016 PW281
- 2016 PX281
- 2016 PY281
- 2016 PZ281
- 2016 PA282
- 2016 PB282
- 2016 PC282
- 2016 PD282
- 2016 PE282
- 2016 PF282
- 2016 PG282
- 2016 PH282
- 2016 PJ282
- 2016 PK282
- 2016 PL282
- 2016 PM282
- 2016 PN282
- 2016 PO282
- 2016 PP282
- 2016 PQ282
- 2016 PS282
- 2016 PT282
- 2016 PU282
- 2016 PV282
- 2016 PW282
- 2016 PX282
- 2016 PY282
- 2016 PZ282
- 2016 PA283
- 2016 PB283
- 2016 PC283
- 2016 PD283
- 2016 PF283
- 2016 PG283
- 2016 PH283
- 2016 PJ283
- 2016 PK283
- 2016 PL283
- 2016 PM283
- 2016 PN283
- 2016 PO283
- 2016 PP283
- 2016 PQ283
- 2016 PR283
- 2016 PS283
- 2016 PT283
- 2016 PU283
- 2016 PV283
- 2016 PW283
- 2016 PX283
- 2016 PY283
- 2016 PZ283
- 2016 PA284
- 2016 PB284
- 2016 PD284
- 2016 PE284
- 2016 PF284
- 2016 PG284
- 2016 PH284
- 2016 PJ284
- 2016 PK284
- 2016 PL284
- 2016 PM284
- 2016 PN284
- 2016 PO284
- 2016 PP284
- 2016 PQ284
- 2016 PR284
- 2016 PS284
- 2016 PT284
- 2016 PU284
- 2016 PV284
- 2016 PW284
- 2016 PX284
- 2016 PY284
- 2016 PZ284
- 2016 PA285
- 2016 PB285
- 2016 PC285
- 2016 PD285
- 2016 PE285
- 2016 PF285
- 2016 PG285
- 2016 PH285
- 2016 PJ285
- 2016 PK285
- 2016 PL285
- 2016 PM285
- 2016 PN285
- 2016 PO285
- 2016 PP285
- 2016 PQ285
- 2016 PR285
- 2016 PS285
- 2016 PT285
- 2016 PU285
- 2016 PV285
- 2016 PW285
- 2016 PX285
- 2016 PY285
- 2016 PZ285
- 2016 PA286
- 2016 PB286
- 2016 PC286
- 2016 PD286
- 2016 PE286
- 2016 PF286
- 2016 PG286
- 2016 PH286
- 2016 PJ286
- 2016 PK286
- 2016 PL286
- 2016 PM286
- 2016 PN286
- 2016 PO286
- 2016 PP286
- 2016 PQ286
- 2016 PR286
- 2016 PS286
- 2016 PT286
- 2016 PV286
- 2016 PW286
- 2016 PX286
- 2016 PY286
- 2016 PZ286
- 2016 PA287
- 2016 PB287
- 2016 PC287
- 2016 PD287
- 2016 PE287
- 2016 PF287
- 2016 PG287
- 2016 PH287
- 2016 PJ287
- 2016 PK287
- 2016 PL287
- 2016 PM287
- 2016 PN287
- 2016 PO287
- 2016 PP287
- 2016 PQ287
- 2016 PR287
- 2016 PT287
- 2016 PU287
- 2016 PV287
- 2016 PW287
- 2016 PX287
- 2016 PY287
- 2016 PZ287
- 2016 PA288
- 2016 PB288
- 2016 PC288
- 2016 PD288
- 2016 PE288
- 2016 PF288
- 2016 PG288
- 2016 PH288
- 2016 PJ288
- 2016 PK288
- 2016 PL288
- 2016 PM288
- 2016 PN288
- 2016 PP288
- 2016 PQ288
- 2016 PR288
- 2016 PS288
- 2016 PT288
- 2016 PU288
- 2016 PV288
- 2016 PW288
- 2016 PX288
- 2016 PY288
- 2016 PZ288
- 2016 PA289
- 2016 PB289
- 2016 PC289
- 2016 PD289
- 2016 PE289
- 2016 PF289
- 2016 PG289
- 2016 PH289
- 2016 PJ289
- 2016 PK289
- 2016 PL289
- 2016 PM289
- 2016 PN289
- 2016 PO289
- 2016 PP289
- 2016 PQ289
- 2016 PR289
- 2016 PS289
- 2016 PU289
- 2016 PV289
- 2016 PW289
- 2016 PX289
- 2016 PY289
- 2016 PZ289
- 2016 PA290
- 2016 PB290
- 2016 PC290
- 2016 PD290
- 2016 PE290
- 2016 PF290
- 2016 PG290
- 2016 PH290
- 2016 PJ290
- 2016 PK290
- 2016 PL290
- 2016 PM290
- 2016 PN290
- 2016 PO290
- 2016 PP290
- 2016 PQ290
- 2016 PR290
- 2016 PT290
- 2016 PU290
- 2016 PV290
- 2016 PX290
- 2016 PZ290
- 2016 PA291
- 2016 PB291
- 2016 PC291
- 2016 PD291
- 2016 PE291
- 2016 PF291
- 2016 PG291
- 2016 PJ291
- 2016 PK291
- 2016 PL291
- 2016 PM291
- 2016 PN291
- 2016 PQ291
- 2016 PR291
- 2016 PS291
- 2016 PT291
- 2016 PV291
- 2016 PW291
- 2016 PX291
- 2016 PY291
- 2016 PA292
- 2016 PB292
- 2016 PC292
- 2016 PD292
- 2016 PE292
- 2016 PF292
- 2016 PG292
- 2016 PH292
- 2016 PL292
- 2016 PM292
- 2016 PN292
- 2016 PO292
- 2016 PP292
- 2016 PQ292
- 2016 PR292
- 2016 PS292
- 2016 PT292
- 2016 PU292
- 2016 PV292
- 2016 PW292
- 2016 PX292
- 2016 PY292
- 2016 PZ292
- 2016 PB293
- 2016 PC293
- 2016 PD293
- 2016 PE293
- 2016 PF293
- 2016 PG293
- 2016 PH293
- 2016 PJ293
- 2016 PK293
- 2016 PL293
- 2016 PM293
- 2016 PN293
- 2016 PO293
- 2016 PP293
- 2016 PQ293
- 2016 PR293
- 2016 PS293
- 2016 PT293
- 2016 PU293
- 2016 PV293
- 2016 PW293
- 2016 PX293
- 2016 PZ293
- 2016 PA294
- 2016 PB294
- 2016 PC294
- 2016 PD294
- 2016 PE294
- 2016 PF294
- 2016 PG294
- 2016 PH294
- 2016 PJ294
- 2016 PK294
- 2016 PL294
- 2016 PM294
- 2016 PO294
- 2016 PP294
- 2016 PQ294
- 2016 PR294
- 2016 PT294
- 2016 PU294
- 2016 PV294
- 2016 PW294
- 2016 PX294
- 2016 PY294
- 2016 PZ294
- 2016 PA295
- 2016 PB295
- 2016 PC295
- 2016 PD295
- 2016 PE295
- 2016 PF295
- 2016 PG295
- 2016 PH295
- 2016 PJ295
- 2016 PK295
- 2016 PL295
- 2016 PM295
- 2016 PN295
- 2016 PO295
- 2016 PP295
- 2016 PQ295
- 2016 PR295
- 2016 PS295
- 2016 PT295
- 2016 PU295
- 2016 PV295
- 2016 PW295
- 2016 PX295
- 2016 PY295
- 2016 PA296
- 2016 PB296
- 2016 PF296
- 2016 PH296
- 2016 PJ296
- 2016 PK296
- 2016 PL296
- 2016 PM296
- 2016 PN296
- 2016 PO296
- 2016 PP296
- 2016 PQ296
- 2016 PR296
- 2016 PS296
- 2016 PT296
- 2016 PU296
- 2016 PV296
- 2016 PW296
- 2016 PX296
- 2016 PY296
- 2016 PZ296
- 2016 PA297
- 2016 PB297
- 2016 PC297
- 2016 PD297
- 2016 PE297
- 2016 PF297
- 2016 PG297
- 2016 PH297
- 2016 PJ297
- 2016 PK297
- 2016 PL297
- 2016 PM297
- 2016 PN297
- 2016 PO297
- 2016 PP297
- 2016 PQ297
- 2016 PR297
- 2016 PS297
- 2016 PU297
- 2016 PV297
- 2016 PW297
- 2016 PX297
- 2016 PY297
- 2016 PZ297
- 2016 PA298
- 2016 PB298
- 2016 PC298
- 2016 PD298
- 2016 PE298
- 2016 PF298
- 2016 PG298
- 2016 PH298
- 2016 PK298
- 2016 PL298
- 2016 PM298
- 2016 PN298
- 2016 PP298
- 2016 PQ298
- 2016 PR298
- 2016 PS298
- 2016 PT298
- 2016 PU298
- 2016 PV298
- 2016 PW298
- 2016 PX298
- 2016 PY298
- 2016 PZ298
- 2016 PA299
- 2016 PB299
- 2016 PC299
- 2016 PD299
- 2016 PE299
- 2016 PF299
- 2016 PG299
- 2016 PJ299
- 2016 PL299
- 2016 PM299
- 2016 PN299
- 2016 PO299
- 2016 PQ299
- 2016 PR299
- 2016 PS299
- 2016 PT299
- 2016 PU299
- 2016 PV299
- 2016 PW299
- 2016 PY299
- 2016 PZ299
- 2016 PA300
- 2016 PB300
- 2016 PC300
- 2016 PD300
- 2016 PE300
- 2016 PF300
- 2016 PG300
- 2016 PH300
- 2016 PJ300
- 2016 PK300
- 2016 PN300
- 2016 PO300
- 2016 PP300
- 2016 PQ300
- 2016 PR300
- 2016 PS300
- 2016 PT300
- 2016 PU300
- 2016 PV300
- 2016 PW300
- 2016 PX300
- 2016 PY300
- 2016 PZ300
- 2016 PA301
- 2016 PB301
- 2016 PC301
- 2016 PD301
- 2016 PE301
- 2016 PF301
- 2016 PG301
- 2016 PH301
- 2016 PJ301
- 2016 PK301
- 2016 PL301
- 2016 PM301
- 2016 PN301
- 2016 PO301
- 2016 PP301
- 2016 PQ301
- 2016 PR301
- 2016 PS301
- 2016 PT301
- 2016 PU301
- 2016 PV301
- 2016 PW301
- 2016 PY301
- 2016 PZ301
- 2016 PA302
- 2016 PB302
- 2016 PC302
- 2016 PD302
- 2016 PE302
- 2016 PF302
- 2016 PG302
- 2016 PH302
- 2016 PJ302
- 2016 PK302
- 2016 PL302
- 2016 PM302
- 2016 PN302
- 2016 PO302
- 2016 PQ302
- 2016 PR302
- 2016 PS302
- 2016 PT302
- 2016 PU302
- 2016 PV302
- 2016 PW302
- 2016 PX302
- 2016 PY302
- 2016 PZ302
- 2016 PA303
- 2016 PB303
- 2016 PC303
- 2016 PD303
- 2016 PE303
- 2016 PF303
- 2016 PG303
- 2016 PH303
- 2016 PJ303
- 2016 PK303
- 2016 PL303
- 2016 PM303
- 2016 PN303
- 2016 PO303
- 2016 PP303
- 2016 PQ303
- 2016 PR303
- 2016 PS303
- 2016 PT303
- 2016 PU303
- 2016 PV303
- 2016 PW303
- 2016 PX303
- 2016 PY303
- 2016 PZ303
- 2016 PA304
- 2016 PB304
- 2016 PC304
- 2016 PD304
- 2016 PE304
- 2016 PF304
- 2016 PG304
- 2016 PH304
- 2016 PJ304
- 2016 PK304
- 2016 PL304
- 2016 PM304
- 2016 PN304
- 2016 PO304
- 2016 PP304
- 2016 PQ304
- 2016 PR304
- 2016 PS304
- 2016 PT304
- 2016 PU304
- 2016 PV304
- 2016 PW304
- 2016 PX304
- 2016 PY304
- 2016 PZ304
- 2016 PA305
- 2016 PB305
- 2016 PC305
- 2016 PD305
- 2016 PE305
- 2016 PF305
- 2016 PG305
- 2016 PH305
- 2016 PJ305
- 2016 PK305
- 2016 PL305
- 2016 PM305
- 2016 PN305
- 2016 PO305
- 2016 PP305
- 2016 PQ305
- 2016 PR305
- 2016 PS305
- 2016 PT305
- 2016 PU305
- 2016 PV305
- 2016 PW305
- 2016 PX305
- 2016 PY305
- 2016 PZ305
- 2016 PA306
- 2016 PB306
- 2016 PC306
- 2016 PD306
- 2016 PE306
- 2016 PF306
- 2016 PG306
- 2016 PH306
- 2016 PJ306
- 2016 PK306
- 2016 PL306
- 2016 PM306
- 2016 PN306
- 2016 PO306
- 2016 PP306
- 2016 PQ306
- 2016 PR306
- 2016 PU306
- 2016 PV306
- 2016 PW306
- 2016 PX306
- 2016 PY306
- 2016 PZ306
- 2016 PA307
- 2016 PB307
- 2016 PC307
- 2016 PD307
- 2016 PE307
- 2016 PF307
- 2016 PG307
- 2016 PH307
- 2016 PJ307
- 2016 PK307
- 2016 PL307
- 2016 PM307
- 2016 PN307
- 2016 PO307
- 2016 PP307
- 2016 PQ307
- 2016 PR307
- 2016 PS307
- 2016 PT307
- 2016 PU307
- 2016 PV307
- 2016 PW307
- 2016 PX307
- 2016 PY307
- 2016 PZ307
- 2016 PA308
- 2016 PB308
- 2016 PC308
- 2016 PD308
- 2016 PE308
- 2016 PF308
- 2016 PG308
- 2016 PH308
- 2016 PJ308
- 2016 PK308
- 2016 PL308
- 2016 PM308
- 2016 PN308
- 2016 PO308
- 2016 PP308
- 2016 PQ308
- 2016 PR308
- 2016 PS308
- 2016 PT308
- 2016 PU308
- 2016 PV308
- 2016 PW308
- 2016 PX308
- 2016 PY308
- 2016 PZ308
- 2016 PA309
- 2016 PB309
- 2016 PC309
- 2016 PD309
- 2016 PE309
- 2016 PF309
- 2016 PG309
- 2016 PH309
- 2016 PJ309
- 2016 PK309
- 2016 PL309
- 2016 PM309
- 2016 PN309
- 2016 PO309
- 2016 PP309
- 2016 PQ309
- 2016 PR309
- 2016 PS309
- 2016 PT309
- 2016 PU309
- 2016 PV309
- 2016 PW309
- 2016 PX309
- 2016 PY309
- 2016 PZ309
- 2016 PA310
- 2016 PB310
- 2016 PC310
- 2016 PD310
- 2016 PE310
- 2016 PF310
- 2016 PG310
- 2016 PH310
- 2016 PJ310
- 2016 PK310
- 2016 PL310
- 2016 PM310
- 2016 PN310
- 2016 PO310
- 2016 PP310
- 2016 PQ310
- 2016 PR310
- 2016 PS310
- 2016 PT310
- 2016 PU310
- 2016 PV310
- 2016 PW310
- 2016 PX310
- 2016 PY310
- 2016 PZ310
- 2016 PA311
- 2016 PB311
- 2016 PC311
- 2016 PD311
- 2016 PE311
- 2016 PF311
- 2016 PG311
- 2016 PH311
- 2016 PJ311
- 2016 PK311
- 2016 PL311
- 2016 PM311
- 2016 PN311
- 2016 PO311
- 2016 PP311
- 2016 PQ311
- 2016 PR311
- 2016 PS311
- 2016 PU311
- 2016 PV311
- 2016 PW311
- 2016 PX311
- 2016 PY311
- 2016 PZ311
- 2016 PA312
- 2016 PB312
- 2016 PC312
- 2016 PD312
- 2016 PE312
- 2016 PF312
- 2016 PG312
- 2016 PH312
- 2016 PJ312
- 2016 PK312
- 2016 PL312
- 2016 PM312
- 2016 PN312
- 2016 PO312
- 2016 PP312
- 2016 PQ312
- 2016 PR312
- 2016 PS312
- 2016 PT312
- 2016 PU312
- 2016 PV312
- 2016 PW312
- 2016 PX312
- 2016 PY312
- 2016 PZ312
- 2016 PA313
- 2016 PB313
- 2016 PC313
- 2016 PD313
- 2016 PE313
- 2016 PG313
- 2016 PH313
- 2016 PJ313
- 2016 PK313
- 2016 PL313
- 2016 PM313
- 2016 PN313
- 2016 PO313
- 2016 PP313
- 2016 PQ313
- 2016 PR313
- 2016 PS313
- 2016 PU313
- 2016 PV313
- 2016 PW313
- 2016 PX313
- 2016 PY313
- 2016 PZ313
- 2016 PA314
- 2016 PB314
- 2016 PC314
- 2016 PD314
- 2016 PE314
- 2016 PF314
- 2016 PG314
- 2016 PH314
- 2016 PJ314
- 2016 PK314
- 2016 PL314
- 2016 PM314
- 2016 PN314
- 2016 PO314
- 2016 PP314
- 2016 PQ314
- 2016 PR314
- 2016 PS314
- 2016 PT314
- 2016 PU314
- 2016 PV314
- 2016 PW314
- 2016 PX314
- 2016 PY314
- 2016 PZ314
- 2016 PA315
- 2016 PB315
- 2016 PC315
- 2016 PD315
- 2016 PE315
- 2016 PF315
- 2016 PG315
- 2016 PH315
- 2016 PJ315
- 2016 PK315
- 2016 PL315
- 2016 PM315
- 2016 PN315
- 2016 PO315
- 2016 PP315
- 2016 PQ315
- 2016 PR315
- 2016 PS315
- 2016 PT315
- 2016 PU315
- 2016 PV315
- 2016 PW315
- 2016 PX315
- 2016 PY315
- 2016 PZ315
- 2016 PA316
- 2016 PB316
- 2016 PC316
- 2016 PD316
- 2016 PE316
- 2016 PF316
- 2016 PG316
- 2016 PH316
- 2016 PJ316
- 2016 PK316
- 2016 PL316
- 2016 PM316
- 2016 PN316
- 2016 PO316
- 2016 PP316
- 2016 PQ316
- 2016 PR316
- 2016 PS316
- 2016 PT316
- 2016 PU316
- 2016 PV316
- 2016 PW316
- 2016 PX316
- 2016 PY316
- 2016 PZ316
- 2016 PA317
- 2016 PB317
- 2016 PC317
- 2016 PD317
- 2016 PE317
- 2016 PF317
- 2016 PG317
- 2016 PH317
- 2016 PJ317
- 2016 PK317
- 2016 PL317
- 2016 PM317
- 2016 PN317
- 2016 PO317
- 2016 PP317
- 2016 PQ317
- 2016 PR317
- 2016 PS317
- 2016 PT317
- 2016 PU317
- 2016 PV317
- 2016 PW317
- 2016 PX317